# Liste von Filmbiografien nach dargestellter Persönlichkeit
Dieser Artikel listet Filmbiografien (Biopics) auf, geordnet nach der darin dargestellten historischen Persönlichkeit, nennt die Darsteller der Titelrolle und das Erscheinungsjahr. Für Filmdarsteller historischer Persönlichkeiten in bekannten und bemerkenswerten Filmen jedweden Genres siehe Liste von Filmdarstellern historischer Persönlichkeiten.

## Personengruppen
| Name der Gruppe                                                    | Filmtitel                                           | Jahr |
| The Beatles                                                        | Backbeat                                            | 1994 |
| Edward Brittain, Vera Brittain, Roland Leighton, Victor Richardson | Testament of Youth                                  | 2014 |
| Geschwister Brontë                                                 | Devotion                                            | 1946 |
| Geschwister Brontë                                                 | Die Schwestern Brontë                               | 1979 |
| Comedian Harmonists                                                | Comedian Harmonists                                 | 1997 |
| The Doors                                                          | The Doors                                           | 1991 |
| The Four Seasons                                                   | Jersey Boys                                         | 2014 |
| Mary Jackson, Katherine Johnson, Dorothy Vaughan                   | Hidden Figures – Unerkannte Heldinnen               | 2016 |
| Margaret und Walter Keane                                          | Big Eyes                                            | 2014 |
| Laurel und Hardy                                                   | Stan & Ollie                                        | 2018 |
| Sarah und Yusra Mardini                                            | Die Schwimmerinnen                                  | 2022 |
| Milli Vanilli                                                      | Girl You Know It’s True                             | 2023 |
| Kusma Minin und Dmitri Poscharski                                  | Minin i Poscharski (Минин и Пожарский)              | 1939 |
| Mötley Crüe                                                        | The Dirt – Sie wollten Sex, Drugs & Rock’n’Roll     | 2019 |
| N.W.A                                                              | Straight Outta Compton                              | 2015 |
| Queen                                                              | Bohemian Rhapsody                                   | 2018 |
| Arthur Rimbaud und Paul Verlaine                                   | Total Eclipse – Die Affäre von Rimbaud und Verlaine | 1995 |
| Rote Kapelle                                                       | KLK an PTX – Die Rote Kapelle                       | 1971 |
| The Runaways                                                       | The Runaways                                        | 2010 |
| Sacco und Vanzetti                                                 | Sacco und Vanzetti                                  | 1971 |
| Überlebende des Absturzes von Fuerza-Aérea-Uruguaya-Flug 571       | Überleben!                                          | 1993 |
| Weiße Rose                                                         | Die weiße Rose                                      | 1982 |

## A
| Historische Persönlichkeit          | Filmtitel                                               | Darsteller                                                                          | Jahr |
| Øystein Aarseth                     | Lords of Chaos                                          | Rory Culkin                                                                         | 2018 |
| Frank Abagnale                      | Catch Me If You Can                                     | Leonardo DiCaprio                                                                   | 2002 |
| Harold Abrahams                     | Die Stunde des Siegers                                  | Ben Cross                                                                           | 1981 |
| Patch Adams                         | Patch Adams                                             | Robin Williams                                                                      | 1998 |
| Lope de Aguirre                     | Aguirre, der Zorn Gottes                                | Klaus Kinski                                                                        | 1972 |
| Lope de Aguirre                     | El Dorado – Gier nach Gold (El Dorado)                  | Omero Antonutti                                                                     | 1988 |
| Joe Albany                          | Joe Albany – Mein Vater, die Jazzlegende (Low Down)     | John Hawkes                                                                         | 2014 |
| Céleste Albaret                     | Céleste                                                 | Eva Mattes                                                                          | 1980 |
| Albert von Sachsen-Coburg und Gotha | Victoria & Albert (TV)                                  | Jonathan Firth                                                                      | 2001 |
| Mikoláš Aleš                        | Ein Rebell                                              | Karel Höger                                                                         | 1952 |
| Alexander der Große                 | Alexander der Große                                     | Richard Burton                                                                      | 1956 |
| Alexander der Große                 | Alexander                                               | Colin Farrell                                                                       | 2004 |
| Alfred der Große                    | Alfred der Große – Bezwinger der Wikinger               | David Hemmings                                                                      | 1969 |
| Muhammad Ali                        | Ich bin der Größte                                      | M. A. selbst                                                                        | 1977 |
| Muhammad Ali                        | Ali                                                     | Will Smith                                                                          | 2001 |
| Idi Amin                            | Der Schlächter Idi Amin (Rise and Fall of Idi Amin)     | Joseph Olita                                                                        | 1981 |
| Roald Amundsen                      | Das rote Zelt                                           | Sean Connery                                                                        | 1969 |
| Hans Christian Andersen             | Andersen. Schisn bes ljubwi (Андерсен. Жизнь без любви) | Sergei Migizko (alter Mann), Stanislaw Rjadinski (junger Mann), Iwan Chatjan (Kind) | 2006 |
| Giulio Andreotti                    | Il Divo                                                 | Toni Servillo                                                                       | 2008 |
| Diane Arbus                         | Fell – Eine Liebesgeschichte                            | Nicole Kidman                                                                       | 2006 |
| Reinaldo Arenas                     | Bevor es Nacht wird                                     | Javier Bardem                                                                       | 2000 |
| Hannah Arendt                       | Hannah Arendt                                           | Barbara Sukowa                                                                      | 2012 |
| Salamo Arouch                       | Triumph des Geistes                                     | Willem Dafoe                                                                        | 1989 |
| Julian Assange                      | Inside Wikileaks – Die fünfte Gewalt                    | Benedict Cumberbatch                                                                | 2013 |
| Julian Assange                      | We Steal Secrets: Die WikiLeaks Geschichte              | Julian Assange                                                                      | 2013 |
| Franz von Assisi                    | Bruder Sonne, Schwester Mond                            | Graham Faulkner                                                                     | 1972 |
| Augustus                            | Mein Vater, der Kaiser (TV)                             | Benjamin Sadler (jung), Peter O’Toole (alt)                                         | 2003 |
| Aung San Suu Kyi                    | The Lady                                                | Michelle Yeoh                                                                       | 2011 |
| Jane Austen                         | Geliebte Jane                                           | Anne Hathaway                                                                       | 2007 |
| Jane Austen                         | Miss Austen Regrets                                     | Olivia Williams                                                                     | 2008 |

## B
| Historische Persönlichkeit            | Filmtitel                                                                                     | Darsteller                                   | Jahr |
| Iwan Babuschkin                       | Iwan Babuschkin (Иван Бабушкин) (TV-Vierteiler)                                               | Alexei Scharkow                              | 1985 |
| Johann Sebastian Bach                 | Johann Sebastian Bach (TV-Vierteiler)                                                         | Ulrich Thein                                 | 1985 |
| Wilhelm Friedemann Bach               | Friedemann Bach                                                                               | Gustaf Gründgens                             | 1941 |
| Douglas Bader                         | Allen Gewalten zum Trotz                                                                      | Kenneth More                                 | 1956 |
| Chet Baker                            | Born to be Blue                                                                               | Ethan Hawke                                  | 2015 |
| Cristóbal Balenciaga                  | Cristóbal Balenciaga (Miniserie)                                                              | Alberto San Juan                             | 2024 |
| Honoré de Balzac                      | Balzac – Ein Leben voller Leidenschaft (TV-Zweiteiler)                                        | Gérard Depardieu                             | 1999 |
| Tim Ballard                           | Sound of Freedom                                                                              | Jim Caviezel                                 | 2023 |
| J. M. Barrie                          | Wenn Träume fliegen lernen                                                                    | Johnny Depp                                  | 2004 |
| Jürgen Bartsch                        | Ein Leben lang kurze Hosen tragen                                                             | Tobias Schenke                               | 2002 |
| Jean-Michel Basquiat                  | Basquiat                                                                                      | Jeffrey Wright                               | 1996 |
| Jean-Dominique Bauby                  | Schmetterling und Taucherglocke                                                               | Mathieu Amalric                              | 2007 |
| Nikolai Bauman                        | Nikolai Bauman (Николай Бауман)                                                               | Igor Ledogorow                               | 1968 |
| Pierre Augustin Caron de Beaumarchais | Beaumarchais – Der Unverschämte                                                               | Fabrice Luchini                              | 1996 |
| Simone de Beauvoir                    | Der Liebespakt: Simone de Beauvoir und Sartre                                                 | Anna Mouglalis                               | 2006 |
| August Bebel                          | Bebel und Bismarck (Fernsehdreiteiler)                                                        | Jürgen Reuter                                | 1987 |
| Artur Becker                          | Artur Becker (TV-Mehrteiler)                                                                  | Jürgen Zartmann                              | 1971 |
| Ludwig van Beethoven                  | Beethoven                                                                                     | Harry Baur                                   | 1909 |
| Ludwig van Beethoven                  | Eroica                                                                                        | Ewald Balser                                 | 1949 |
| Ludwig van Beethoven                  | Beethoven – Tage aus einem Leben                                                              | Donatas Banionis                             | 1976 |
| Ludwig van Beethoven                  | Ludwig van B. – Meine unsterbliche Geliebte                                                   | Gary Oldman                                  | 1994 |
| Ludwig van Beethoven                  | Eroica – The day that changed music forever (TV)                                              | Ian Hart                                     | 2003 |
| Ludwig van Beethoven                  | Klang der Stille                                                                              | Ed Harris                                    | 2006 |
| Hans Beimler                          | Hans Beimler, Kamerad (TV-Vierteiler)                                                         | Horst Schulze                                | 1969 |
| Jem Belcher                           | Prizefighter: The Life of Jem Belcher                                                         | Matt Hookings                                | 2022 |
| Jordan Belfort                        | The Wolf of Wall Street                                                                       | Leonardo DiCaprio                            | 2013 |
| Wissarion Belinski                    | W.G. Belinski                                                                                 | Sergei Kurilow                               | 1953 |
| Alexander Graham Bell                 | Liebe und Leben des Telefonbauers A. Bell                                                     | Don Ameche                                   | 1939 |
| Olga Benario-Prestes                  | Olga                                                                                          | Camila Morgado                               | 2004 |
| Bertha und Carl Benz                  | Carl & Bertha (TV)                                                                            | Ken Duken (Carl), Felicitas Woll (Bertha)    | 2011 |
| Lucia de Berk                         | Lucia – Engel des Todes? (Lucia de B.)                                                        | Ariane Schluter                              | 2014 |
| Hector Berlioz                        | Symphonie der Liebe                                                                           | Jean-Louis Barrault                          | 1942 |
| Hector Berlioz                        | Lisztomania                                                                                   | Murray Melvin                                | 1975 |
| Sarah Bernhardt                       | Die unglaubliche Sarah (The Incredible Sarah)                                                 | Glenda Jackson                               | 1976 |
| Leonard Bernstein                     | Maestro                                                                                       | Bradley Cooper                               | 2023 |
| Al Berto                              | Al Berto                                                                                      | Ricardo Teixeira                             | 2017 |
| Elizabeth Bishop                      | Die Poetin (Flores Raras)                                                                     | Miranda Otto                                 | 2013 |
| Otto von Bismarck                     | Bismarck                                                                                      | Paul Hartmann                                | 1940 |
| Roy Black                             | Du bist nicht allein – Die Roy Black Story                                                    | Christoph Waltz                              | 1996 |
| Tony Blair                            | The Special Relationship (TV)                                                                 | Michael Sheen                                | 2010 |
| Karen Blixen                          | Jenseits von Afrika                                                                           | Meryl Streep                                 | 1985 |
| Alexander Blok                        | I wetschny boi... Is schisni Alexandra Bloka (И вечный бой... Из жизни Александра Блока) (TV) | Alexander Michailowitsch Iwanow              | 1980 |
| Enid Blyton                           | Enid (TV)                                                                                     | Helena Bonham Carter                         | 2009 |
| Andrea Bocelli                        | The Music of Silence                                                                          | Toby Sebastian                               | 2017 |
| Heinrich Bockelmann                   | Der Mann mit dem Fagott (TV-Zweiteiler)                                                       | Christian Berkel                             | 2011 |
| Dieter Bohlen                         | Dieter – Der Film                                                                             | Bertram Hiese                                | 2006 |
| Anne Boleyn                           | Die Schwester der Königin                                                                     | Natalie Portman                              | 2008 |
| Mary Boleyn                           | Die Schwester der Königin                                                                     | Scarlett Johansson                           | 2008 |
| Napoleon Bonaparte                    | Napoleon                                                                                      | Albert Dieudonné                             | 1927 |
| Napoleon Bonaparte                    | Napoleon auf St. Helena                                                                       | Werner Krauß                                 | 1929 |
| Napoleon Bonaparte                    | Napoleon (TV-Vierteiler)                                                                      | Christian Clavier                            | 2002 |
| Napoleon Bonaparte                    | Napoleon                                                                                      | Joaquin Phoenix                              | 2023 |
| Dietrich Bonhoeffer                   | Bonhoeffer – Die letzte Stufe                                                                 | Ulrich Tukur                                 | 2000 |
| Edwin Booth                           | König der Schauspieler                                                                        | Richard Burton                               | 1955 |
| Katharina von Bora                    | Katharina Luther                                                                              | Julia von Heinz                              | 2017 |
| Johannes Bosco                        | Don Bosco                                                                                     | Gian Paolo Rosmino                           | 1935 |
| Johann Friedrich Böttger              | Die blauen Schwerter                                                                          | Gian Paolo Rosmino                           | 1949 |
| Boy George                            | Worried About the Boy (TV)                                                                    | Douglas Booth                                | 2010 |
| Edwin Alonzo Boyd                     | Edwin Boyd: Citizen Gangster                                                                  | Scott Speedman                               | 2011 |
| Josef Božek                           | Das Werk eines Lebens                                                                         | Vladimír Ráz                                 | 1951 |
| Jim Braddock                          | Das Comeback                                                                                  | Russell Crowe                                | 2005 |
| Charles Brandon, 1. Duke of Suffolk   | Eine Prinzessin verliebt sich                                                                 | Richard Todd                                 | 1953 |
| Carl Brashear                         | Men of Honor                                                                                  | Cuba Gooding junior                          | 2000 |
| Wernher von Braun                     | Wernher von Braun – Ich greife nach den Sternen                                               | Curd Jürgens                                 | 1960 |
| Bertolt Brecht                        | Abschied. Brechts letzter Sommer                                                              | Josef Bierbichler                            | 2000 |
| Bertolt Brecht                        | Mackie Messer – Brechts Dreigroschenfilm                                                      | Lars Eidinger                                | 2018 |
| Sergei Schakurow                      | Breschnew (Брежнев) (TV)                                                                      | Leonid Breschnew                             | 2005 |
| Fanny Brice                           | Funny Girl                                                                                    | Barbra Streisand                             | 1968 |
| Antonia Brico                         | Die Dirigentin (De Dirigent)                                                                  | Christanne de Bruijn                         | 2018 |
| Gabriela Brimmer                      | Gaby – Eine wahre Geschichte (Gaby: A True Story)                                             | Rachel Chagall                               | 1987 |
| Erin Brockovich                       | Erin Brockovich                                                                               | Julia Roberts                                | 2000 |
| Charles Bronson                       | Bronson                                                                                       | Tom Hardy als „Michael Peterson“             | 2008 |
| Christy Brown                         | Mein linker Fuß                                                                               | Daniel Day-Lewis                             | 1989 |
| John Brown                            | Ihre Majestät Mrs. Brown                                                                      | Billy Connolly                               | 1997 |
| James Brown                           | Get on Up                                                                                     | Chadwick Boseman                             | 2014 |
| Elizabeth Barrett Browning            | The Barretts of Wimpole Street                                                                | Norma Shearer                                | 1934 |
| Robert Browning                       | The Barretts of Wimpole Street                                                                | Fredric March                                | 1934 |
| Lenny Bruce                           | Lenny                                                                                         | Dustin Hoffman                               | 1974 |
| Vera Brühne                           | Vera Brühne (TV-Zweiteiler)                                                                   | Corinna Harfouch                             | 2001 |
| Georg Büchner                         | Addio, piccola mia                                                                            | Hilmar Eichhorn                              | 1979 |
| Johannes Bückler                      | Schinderhannes                                                                                | Hans Stüwe                                   | 1928 |
| Johannes Bückler                      | Der Schinderhannes                                                                            | Curd Jürgens                                 | 1958 |
| Sunny von Bülow                       | Die Affäre der Sunny von B.                                                                   | Glenn Close                                  | 1990 |
| George W. Bush                        | W. – Ein missverstandenes Leben                                                               | Josh Brolin                                  | 2008 |
| Bushido                               | Zeiten ändern dich                                                                            | Elyas M’Barek (als junger Bushido)/B. selbst | 2010 |

## C
| Historische Persönlichkeit        | Filmtitel                                                              | Darsteller                                                   | Jahr |
| Julius Caesar                     | Julius Caesar                                                          | Jeremy Sisto                                                 | 2002 |
| Caligula                          | Caligula                                                               | Malcolm McDowell                                             | 1979 |
| Maria Callas                      | Callas Forever                                                         | Fanny Ardant                                                 | 2002 |
| Jeremy Camp                       | I Still Believe                                                        | K. J. Apa                                                    | 2020 |
| Barbara Campanini                 | Die Tänzerin Barberina                                                 | Lyda Salmonova                                               | 1920 |
| Wilhelm Canaris                   | Canaris                                                                | O. E. Hasse                                                  | 1954 |
| Truman Capote                     | Capote                                                                 | Philip Seymour Hoffman                                       | 2005 |
| Truman Capote                     | Kaltes Blut – Auf den Spuren von Truman Capote                         | Toby Jones                                                   | 2006 |
| Michelangelo Merisi da Caravaggio | Caravaggio                                                             | Noam Almaz (Kind), Dexter Fletcher (jung), Nigel Terry (alt) | 1986 |
| Benedetta Carlini                 | Benedetta                                                              | Virginie Efira                                               | 2021 |
| Jim Carroll                       | Jim Carroll – In den Straßen von New York                              | Leonardo DiCaprio                                            | 1995 |
| Rubin Carter                      | Hurricane                                                              | Denzel Washington                                            | 1999 |
| Enrico Caruso                     | Der große Caruso                                                       | Mario Lanza                                                  | 1951 |
| Enrico Caruso                     | Wunder einer Stimme – Enrico Caruso                                    | Maurizio di Nardo (Kind), Ermanno Randi (Mann)               | 1951 |
| Giacomo Casanova                  | Fellinis Casanova                                                      | Donald Sutherland                                            | 1976 |
| Johnny Cash                       | Walk the Line                                                          | Joaquin Phoenix                                              | 2005 |
| Neal Cassady                      | Wie ich zum ersten Mal Selbstmord beging                               | Thomas Jane                                                  | 1997 |
| Vernon und Irene Castle           | The Story of Vernon and Irene Castle                                   | Fred Astaire (Vernon), Ginger Rogers (Irene)                 | 1939 |
| Georgiana Cavendish               | Die Herzogin                                                           | Keira Knightley                                              | 2008 |
| Miguel de Cervantes               | Cervantes – Der Abenteurer des Königs                                  | Horst Buchholz                                               | 1967 |
| Paul Cézanne                      | Meine Zeit mit Cézanne                                                 | Guillaume Gallienne                                          | 2016 |
| Coco Chanel                       | Einzigartige Chanel                                                    | Marie-France Pisier                                          | 1981 |
| Coco Chanel                       | Coco Chanel                                                            | Barbora Bobuľová, Shirley MacLaine                           | 2008 |
| Coco Chanel                       | Coco Chanel – Der Beginn einer Leidenschaft                            | Audrey Tautou                                                | 2009 |
| Coco Chanel                       | Coco Chanel & Igor Stravinsky                                          | Anna Mouglalis                                               | 2009 |
| Lon Chaney senior                 | Der Mann mit den 1000 Gesichtern                                       | James Cagney                                                 | 1957 |
| Charlie Chaplin                   | Chaplin                                                                | Robert Downey Jr.                                            | 1992 |
| Eddie Chapman                     | Spion zwischen 2 Fronten                                               | Christopher Plummer                                          | 1966 |
| Mark David Chapman                | Chapter 27 – Die Ermordung des John Lennon                             | Jared Leto                                                   | 2007 |
| Ray Charles                       | Ray                                                                    | Jamie Foxx                                                   | 2004 |
| Dick Cheney                       | Vice – Der zweite Mann                                                 | Christian Bale                                               | 2018 |
| Leonard Chess                     | Cadillac Records                                                       | Adrien Brody                                                 | 2008 |
| Sam Childers                      | Machine Gun Preacher                                                   | Gerard Butler                                                | 2011 |
| Bohdan Chmelnyzkyj                | Bogdan Chmelnizki (Богдан Хмельницкий)                                 | Nikolai Mordwinow                                            | 1941 |
| Frédéric Chopin                   | Polonaise                                                              | Cornel Wilde                                                 | 1945 |
| Frédéric Chopin                   | Blue Note                                                              | Janusz Olejniczak                                            | 1991 |
| Frédéric Chopin                   | Chopin – Sehnsucht nach Liebe                                          | Piotr Adamczyk                                               | 2002 |
| Agatha Christie                   | Das Geheimnis der Agatha Christie                                      | Vanessa Redgrave                                             | 1979 |
| Winston Churchill                 | Stunden des Ruhms – Winston Churchills Leben und Werk (Dokumentarfilm) | -                                                            | 1964 |
| Winston Churchill                 | Churchill – The Gathering Storm (TV)                                   | Albert Finney                                                | 2002 |
| Winston Churchill                 | Die dunkelste Stunde                                                   | Gary Oldman                                                  | 2017 |
| Camille Claudel                   | Camille Claudel                                                        | Isabelle Adjani                                              | 1988 |
| Camille Claudel                   | Camille Claudel 1915                                                   | Juliette Binoche                                             | 2013 |
| Claudius                          | Ich, Claudius, Kaiser und Gott                                         | Derek Jacobi                                                 | 1976 |
| Patsy Cline                       | Sweet Dreams                                                           | Jessica Lange                                                | 1985 |
| George M. Cohan                   | Yankee Doodle Dandy                                                    | James Cagney                                                 | 1942 |
| Michael Collins                   | Michael Collins                                                        | Liam Neeson                                                  | 1996 |
| Marie Colvin                      | A Private War                                                          | Rosamund Pike                                                | 2018 |
| Nadia Comăneci                    | Nadia                                                                  | Marcia Frederick, Leslie Weiner, Johann Carlo                | 1984 |
| Timothy Conigrave                 | Holding the Man                                                        | Ryan Corr                                                    | 2015 |
| Hilde Coppi                       | In Liebe, Eure Hilde                                                   | Liv Lisa Fries                                               | 2024 |
| James J. Corbett                  | Der freche Kavalier                                                    | Errol Flynn                                                  | 1942 |
| Lionel Crabb                      | Froschmann Crabb                                                       | Laurence Harvey                                              | 1958 |
| Bob Crane                         | Auto Focus                                                             | Greg Kinnear                                                 | 2002 |
| Quentin Crisp                     | An Englishman in New York                                              | John Hurt                                                    | 2009 |
| Marie Curie                       | Madame Curie                                                           | Greer Garson                                                 | 1943 |
| Marie Curie                       | Marie Curie                                                            | Karolina Gruszka                                             | 2016 |
| Ian Curtis                        | Control                                                                | Sam Riley                                                    | 2007 |
| George Armstrong Custer           | Sein letztes Kommando                                                  | Errol Flynn                                                  | 1941 |
| George Armstrong Custer           | Ein Tag zum Kämpfen                                                    | Robert Shaw                                                  | 1967 |

## D
| Historische Persönlichkeit | Filmtitel                                                               | Darsteller                         | Jahr |
| Jarosław Dąbrowski         | Jarosław Dąbrowski                                                      | Zygmunt Malanowicz                 | 1976 |
| Jeffrey Dahmer             | Dahmer                                                                  | Jeremy Renner                      | 2002 |
| Jeffrey Dahmer             | My Friend Dahmer                                                        | Ross Lynch                         | 2017 |
| Dorothy Dandridge          | Rising Star (TV)                                                        | Halle Berry                        | 1999 |
| Bobby Darin                | Beyond the Sea – Musik war sein Leben                                   | Kevin Spacey                       | 2004 |
| Adolf Dassler              | Duell der Brüder – Die Geschichte von Adidas und Puma (TV)              | Ken Duken                          | 2016 |
| Adolf Dassler              | Die Dasslers – Pioniere, Brüder und Rivalen (TV)                        | Christian Friedel                  | 2017 |
| Rudolf Dassler             | Duell der Brüder – Die Geschichte von Adidas und Puma (TV)              | Torben Liebrecht                   | 2016 |
| Rudolf Dassler             | Die Dasslers – Pioniere, Brüder und Rivalen (TV)                        | Hanno Koffler                      | 2017 |
| Joy Davidman               | Shadowlands                                                             | Debra Winger                       | 1993 |
| Miles Davis                | Miles Ahead                                                             | Don Cheadle                        | 2015 |
| Vincent de Paul            | Monsieur Vincent                                                        | Pierre Fresnay                     | 1947 |
| Denis Diderot              | Liebeslust und Freiheit                                                 | Vincent Perez                      | 2000 |
| Marlene Dietrich           | Marlene                                                                 | Katja Flint                        | 2000 |
| Georgi Dimitroff           | Die Mahnung                                                             | Petar Gjurow                       | 1982 |
| Waris Dirie                | Wüstenblume                                                             | Liya Kebede                        | 2009 |
| Benjamin Disraeli          | Disraeli                                                                | Dennis Eadie                       | 1916 |
| Benjamin Disraeli          | Disraeli                                                                | George Arliss                      | 1921 |
| Benjamin Disraeli          | Disraeli                                                                | George Arliss                      | 1929 |
| Benjamin Disraeli          | Disraeli (TV)                                                           | Ian McShane                        | 1978 |
| Dnyaneshwar                | Sant Dnyaneshwar                                                        | Yashwant (jung), Shahu Modak (alt) | 1940 |
| Wassili Dokutschajew       | Wassili Dokutschajew (Василий Докучаев)                                 | Iwan Perewersew                    | 1962 |
| Daniel Domscheit-Berg      | Inside Wikileaks – Die fünfte Gewalt                                    | Daniel Brühl                       | 2013 |
| Alfred Dreyfus             | Die Affäre Dreyfus                                                      | Thierry Frémont                    | 1995 |
| Alfred Dreyfus             | Intrige                                                                 | Louis Garrel                       | 2019 |
| Eddy Duchin                | Geliebt in alle Ewigkeit                                                | Tyrone Power                       | 1956 |
| Rose Dugdale               | Baltimore                                                               | Imogen Poots                       | 2023 |
| Doris Duke                 | Too Rich: The Secret Life of Doris Duke                                 | Lauren Bacall                      | 1999 |
| Doris Duke                 | Bernard and Doris                                                       | Susan Sarandon                     | 2007 |
| Henry Dunant               | Henry Dunant – Rot auf dem Kreuz (Henry Dunant – Du rouge sur la croix) | Thomas Jouannet                    | 2006 |
| Roberto Durán              | Hands of Stone – Fäuste aus Stein                                       | Édgar Ramírez                      | 2016 |
| Bob Dylan                  | I’m Not There                                                           | Christian Bale                     | 2007 |

## E
| Historische Persönlichkeit    | Filmtitel                                               | Darsteller                            | Jahr    |
| Amelia Earhart                | Amelia                                                  | Hilary Swank                          | 2009    |
| Wyatt Earp                    | Wyatt Earp – Das Leben einer Legende                    | Kevin Costner                         | 1994    |
| Thomas Alva Edison            | Der junge Edison                                        | Mickey Rooney                         | 1940    |
| Thomas Alva Edison            | Der große Edison                                        | Spencer Tracy                         | 1940    |
| Paul Ehrlich                  | Paul Ehrlich – Ein Leben für die Forschung              | Edward G. Robinson                    | 1940    |
| Albert Einstein               | Albert Einstein                                         | Tālivaldis Āboliņš                    | 1990    |
| Lili Elbe                     | The Danish Girl                                         | Eddie Redmayne                        | 2015    |
| T. S. Eliot                   | Tom & Viv                                               | Willem Dafoe                          | 1994    |
| Elisabeth I. (England)        | Die Thronfolgerin                                       | Jean Simmons                          | 1953    |
| Elisabeth I. (England)        | Elizabeth                                               | Cate Blanchett                        | 1998    |
| Elisabeth I. (England)        | Elizabeth I (TV)                                        | Helen Mirren                          | 2005    |
| Elisabeth I. (England)        | Elizabeth – Das goldene Königreich                      | Cate Blanchett                        | 2007    |
| Elisabeth (Österreich-Ungarn) | Kaiserin Elisabeth von Österreich                       | Carla Nelsen                          | 1921    |
| Elisabeth (Österreich-Ungarn) | Elisabeth von Österreich                                | Lil Dagover                           | 1931    |
| Elisabeth (Österreich-Ungarn) | Sissi                                                   | Romy Schneider                        | 1955    |
| Elisabeth (Österreich-Ungarn) | Sissi – Die junge Kaiserin                              | Romy Schneider                        | 1956    |
| Elisabeth (Österreich-Ungarn) | Sissi – Schicksalsjahre einer Kaiserin                  | Romy Schneider                        | 1957    |
| Elisabeth (Österreich-Ungarn) | Sisi (TV-Zweiteiler)                                    | Cristiana Capotondi                   | 2009    |
| Ruth Ellis                    | Dance with a Stranger                                   | Miranda Richardson                    | 1985    |
| Georg Elser                   | Georg Elser – Einer aus Deutschland                     | Klaus Maria Brandauer                 | 1989    |
| Georg Elser                   | Elser – Er hätte die Welt verändert                     | Christian Friedel                     | 2015    |
| Gisela Elsner                 | Die Unberührbare                                        | Hannelore Elsner (als Hanna Flanders) | 2000    |
| Friedrich Engels              | Marx und Engels - Stationen ihres Lebens (Fernsehreihe) | Jan Spitzer                           | 1978/80 |
| Ruth Etting                   | Tyrannische Liebe                                       | Doris Day                             | 1955    |

## F
| Historische Persönlichkeit     | Filmtitel                                                      | Darsteller            | Jahr    |
| Falco                          | Falco – Verdammt, wir leben noch!                              | Manuel Rubey          | 2008    |
| Farinelli                      | Farinelli                                                      | Stefano Dionisi       | 1994    |
| Frances Farmer                 | Frances                                                        | Jessica Lange         | 1982    |
| Rainer Werner Fassbinder       | Enfant Terrible                                                | Oliver Masucci        | 2020    |
| Christiane Felscherinow        | Christiane F. – Wir Kinder vom Bahnhof Zoo                     | Natja Brunckhorst     | 1981    |
| Richard Feynman                | The Challenger                                                 | William Hurt          | 2013    |
| Bobby Fischer                  | Bobby Fischer Live                                             | Damian Chapa          | 2009    |
| Bobby Fischer                  | Bauernopfer – Spiel der Könige                                 | Tobey Maguire         | 2014    |
| Joschka Fischer                | Joschka und Herr Fischer (Doku)                                | -                     | 2011    |
| Errol Flynn                    | Mein Leben mit Robin Hood                                      | Kevin Kline           | 2013    |
| Larry Flynt                    | Larry Flynt – Die nackte Wahrheit                              | Woody Harrelson       | 1996    |
| Dian Fossey                    | Gorillas im Nebel                                              | Sigourney Weaver      | 1988    |
| Florence Foster Jenkins        | Florence Foster Jenkins                                        | Meryl Streep          | 2016    |
| Stephen Foster                 | Swanee River                                                   | Don Ameche            | 1939    |
| Irène Frachon                  | Die Frau aus Brest (La fille de Brest)                         | Sidse Babett Knudsen  | 2016    |
| Janet Frame                    | Ein Engel an meiner Tafel                                      | Kerry Fox             | 1990    |
| Veronica Franco                | Gefährliche Schönheit – Die Kurtisane von Venedig              | Catherine McCormack   | 1998    |
| Anne Frank                     | Das Tagebuch der Anne Frank                                    | Millie Perkins        | 1959    |
| Anne Frank                     | Das Tagebuch der Anne Frank                                    | Melissa Gilbert       | 1980    |
| Anne Frank                     | Das Tagebuch der Anne Frank                                    | Katharine Schlesinger | 1987    |
| Anne Frank                     | Anne Frank (TV, 2 Teile)                                       | Hannah Taylor-Gordon  | 2001    |
| Aretha Franklin                | Respect                                                        | Jennifer Hudson       | 2021    |
| Franz von Assisi               | Franz von Assisi                                               | Bradford Dillman      | 1961    |
| Sigmund Freud                  | Freud                                                          | Montgomery Clift      | 1962    |
| Sigmund Freud                  | Berggasse 19 (TV)                                              | Curd Jürgens          | 1979    |
| Friedrich II. (Preußen)        | Fridericus Rex (Vierteiler)                                    | Otto Gebühr           | 1922/23 |
| Friedrich II. (Preußen)        | Die Mühle von Sanssouci                                        | Otto Gebühr           | 1926    |
| Friedrich II. (Preußen)        | Der Alte Fritz (Zweiteiler)                                    | Otto Gebühr           | 1928    |
| Friedrich II. (Preußen)        | Das Flötenkonzert von Sans-souci                               | Otto Gebühr           | 1930    |
| Friedrich II. (Preußen)        | Anekdoten um den Alten Fritz                                   | Theodor Loos          | 1935    |
| Friedrich II. (Preußen)        | Der alte und der junge König                                   | Werner Hinz           | 1935    |
| Friedrich II. (Preußen)        | Fridericus                                                     | Otto Gebühr           | 1936    |
| Friedrich II. (Preußen)        | Der große König                                                | Otto Gebühr           | 1940/42 |
| Friedrich II. (Preußen)        | siehe auch: Fridericus-Rex-Filme                               |                       |         |
| Friedrich Wilhelm I. (Preußen) | Der alte und der junge König                                   | Emil Jannings         | 1942    |
| Friedrich Wilhelm I. (Preußen) | Der König und sein Narr (TV)                                   | Götz George           | 1981    |
| Caspar David Friedrich         | Caspar David Friedrich – Grenzen der Zeit (halbdokumentarisch) | -                     | 1986    |
| Robert Frost                   | Robert Frost: A Lover’s Quarrel with the World (Doku)          | -                     | 1963    |

## G
| Historische Persönlichkeit         | Filmtitel                                                                           | Darsteller                                         | Jahr |
| John Wayne Gacy                    | Gacy                                                                                | Mark Holton                                        | 2003 |
| Serge Gainsbourg                   | Gainsbourg – Der Mann, der die Frauen liebte                                        | Éric Elmosnino                                     | 2010 |
| Kuki Gallmann                      | Ich träumte von Afrika                                                              | Kim Basinger                                       | 2000 |
| Mohandas Karamchand Gandhi         | Gandhi                                                                              | Ben Kingsley                                       | 1982 |
| Chris Gardner                      | Das Streben nach Glück                                                              | Will Smith                                         | 2006 |
| Anita Garibaldi                    | Anita Garibaldi (Fernsehfilm)                                                       | Valeria Solarino                                   | 2012 |
| Anita Garibaldi                    | Garibaldi - Held zweier Welten                                                      | Ana Paula Arósio                                   | 2013 |
| Giuseppe Garibaldi                 | Garibaldi - Held zweier Welten                                                      | Gabriel Braga Nunes                                | 2013 |
| Judy Garland                       | Judy Garland – Lehrjahre eines Hollywood-Stars                                      | Andrea McArdle                                     | 1978 |
| Judy Garland                       | Judy                                                                                | Renée Zellweger                                    | 2019 |
| Paul Gauguin                       | Die Augen des Wolfes                                                                | Donald Sutherland                                  | 1986 |
| Siddhartha Gautama                 | Die Leuchte Asiens                                                                  | Himansu Rai                                        | 1925 |
| Lou Gehrig                         | Der große Wurf                                                                      | Gary Cooper                                        | 1942 |
| Ed Gein                            | Ed Gein – The Wisconsin Serial Killer                                               | Steve Railsback                                    | 2000 |
| Georg VI. (Vereinigtes Königreich) | The King’s Speech                                                                   | Colin Firth                                        | 2010 |
| Geronimo                           | Geronimo – Eine Legende                                                             | Wes Studi                                          | 1993 |
| George Gershwin                    | Rhapsodie in Blau                                                                   | Robert Alda                                        | 1945 |
| William Schwenck Gilbert           | Topsy-Turvy – Auf den Kopf gestellt                                                 | Jim Broadbent                                      | 1999 |
| Françoise Gilot                    | Mein Mann Picasso                                                                   | Natascha McElhone                                  | 1996 |
| Salvatore Giuliano                 | Wer erschoss Salvatore G.?                                                          | Pietro Cammarata                                   | 1961 |
| Hugh Glass                         | The Revenant – Der Rückkehrer                                                       | Leonardo DiCaprio                                  | 2015 |
| Stephen Glass                      | Shattered Glass                                                                     | Hayden Christensen                                 | 2003 |
| Michail Glinka                     | Glinka                                                                              | Boris Tschirkow                                    | 1946 |
| Michail Glinka                     | Lied der Heimat                                                                     | Boris Smirnow                                      | 1952 |
| Joseph Goebbels                    | Enemy of Women                                                                      | Paul Andor                                         | 1944 |
| Johann Wolfgang Goethe             | Goethe!                                                                             | Alexander Fehling                                  | 2010 |
| Vincent van Gogh                   | Van Gogh (Dokumentar-Kurzfilm)                                                      | -                                                  | 1948 |
| Vincent van Gogh                   | Vincent van Gogh – Ein Leben in Leidenschaft                                        | Kirk Douglas                                       | 1956 |
| Vincent van Gogh                   | Vincent und Theo                                                                    | Tim Roth                                           | 1990 |
| Vincent van Gogh                   | Van Gogh – An der Schwelle zur Ewigkeit                                             | Willem Dafoe                                       | 2018 |
| Lisl Goldarbeiter                  | Miss Universe 1929 – Lisl Goldarbeiter. A Queen in Wien (Doku)                      | -                                                  | 2006 |
| Juri Golizyn                       | Silneje wsech unych weleni (Сильнее всех иных велений)                              | Dmitri Solotuchin                                  | 1987 |
| Maxim Gorki                        | Gorkis Kindheit                                                                     | Alexei Ljarski                                     | 1938 |
| Maxim Gorki                        | Unter fremden Menschen                                                              | Alexei Ljarski                                     | 1939 |
| Maxim Gorki                        | Moi uniwersitety (Мои университеты)                                                 | Nikolai Walbert                                    | 1940 |
| Maxim Gorki                        | Newerojatny Ijegudiil Chlamida (Невероятный Иегудиил Хламида) (TV)                  | Afanassi Kotschetkow                               | 1969 |
| Maxim Gorki                        | Pod snakom skorpiona (Под знаком скорпиона) (TV)                                    | Waleri Poroschin                                   | 1995 |
| Marquise-Thérèse de Gorle          | Marquise – Gefährliche Intrige                                                      | Sophie Marceau                                     | 1997 |
| Klement Gottwald                   | Dvacátý devátý                                                                      | Miroslav Zounar                                    | 1974 |
| Klement Gottwald                   | Gottwald                                                                            | Jiří Štěpnička                                     | 1986 |
| Francisco de Goya                  | Goya                                                                                | Donatas Banionis                                   | 1971 |
| Genrich Graftio                    | Inschener Graftio (Инженер Графтио)                                                 | Anatoli Papanow                                    | 1979 |
| Danny Greene                       | Bulletproof Gangster                                                                | Ray Stevenson                                      | 2011 |
| Grey Owl                           | Grey Owl                                                                            | Pierce Brosnan                                     | 1999 |
| Jane Grey                          | Lady Jane – Königin für neun Tage                                                   | Helena Bonham Carter                               | 1986 |
| Edvard Grieg                       | Song of Norway                                                                      | Toralv Maurstad                                    | 1970 |
| Paul Grüninger                     | Akte Grüninger                                                                      | Stefan Kurt                                        | 2014 |
| Bernhard Grzimek                   | Grzimek (TV)                                                                        | Ulrich Tukur                                       | 2015 |
| Roberta Guaspari                   | Music of the Heart                                                                  | Meryl Streep                                       | 1999 |
| Veronica Guerin                    | Die Journalistin                                                                    | Cate Blanchett                                     | 2003 |
| Che Guevara                        | Che!                                                                                | Omar Sharif                                        | 1968 |
| Che Guevara                        | Die Reise des jungen Che                                                            | Gael García Bernal                                 | 2004 |
| Che Guevara                        | Che – Revolución (Che – Part One: The Argentine)                                    | Benicio del Toro                                   | 2008 |
| Che Guevara                        | Che – Guerrilla (Che – Part Two: Guerrilla)                                         | Benicio del Toro                                   | 2008 |
| Katharine Gun                      | Official Secrets                                                                    | Keira Knightley                                    | 2019 |
| Gerhard Gundermann                 | Gundermann                                                                          | Alexander Scheer                                   | 2018 |
| Jacob Paul von Gundling            | Der König und sein Narr (TV)                                                        | Wolfgang Kieling                                   | 1981 |
| Georges I. Gurdjieff               | Gurdjieff – Begegnungen mit bemerkenswerten Menschen (Meetings with Remarkable Men) | Dragan Maksimović                                  | 1979 |
| Woody Guthrie                      | Dieses Land ist mein Land                                                           | David Carradine                                    | 1976 |
| Karl-Theodor zu Guttenberg         | Der Minister (TV-Satire)                                                            | Kai Schumann (als Franz Ferdinand von Donnersberg) | 2013 |

## H
| Historische Persönlichkeit | Filmtitel                                                 | Darsteller                                                 | Jahr |
| Üzeyir Hacıbəyov           | Üzeyir ömrü                                               | Hüseynağa Atakişiyev                                       | 1981 |
| Philippe Halsman           | Jump!                                                     | Ben Silverstone                                            | 2008 |
| Alexander Hamilton         | Alexander Hamilton                                        | George Arliss                                              | 1931 |
| Erik Jan Hanussen          | Hanussen                                                  | O. W. Fischer                                              | 1955 |
| Erik Jan Hanussen          | Hanussen                                                  | Klaus Maria Brandauer                                      | 1988 |
| Tonya Harding              | I, Tonya                                                  | Margot Robbie                                              | 2017 |
| Heinrich Harrer            | Sieben Jahre in Tibet (Doku)                              | H. H. selbst                                               | 1956 |
| Heinrich Harrer            | Sieben Jahre in Tibet                                     | Brad Pitt                                                  | 1997 |
| Gustav Hartmann            | Der eiserne Gustav                                        | Heinz Rühmann                                              | 1958 |
| Jaroslav Hašek             | Velká cesta                                               | Josef Abrhám                                               | 1963 |
| Hans Hass                  | Das Mädchen auf dem Meeresgrund (TV)                      | Benjamin Sadler                                            | 2011 |
| Kaspar Hauser              | Jeder für sich und Gott gegen alle                        | Bruno S.                                                   | 1974 |
| Kaspar Hauser              | Kaspar Hauser                                             | André Eisermann                                            | 1993 |
| Stephen Hawking            | Hawking – Die Suche nach dem Anfang der Zeit              | Benedict Cumberbatch                                       | 2004 |
| Stephen Hawking            | Die Entdeckung der Unendlichkeit                          | Eddie Redmayne                                             | 2014 |
| Billy Hayes                | 12 Uhr nachts – Midnight Express                          | Brad Davis                                                 | 1978 |
| Rita Hayworth              | Rita Hayworth: The Love Goddess (TV-Film)                 | Lynda Carter                                               | 1983 |
| Patty Hearst               | Patty                                                     | Natasha Richardson                                         | 1988 |
| William Randolph Hearst    | Citizen Kane                                              | Orson Welles als Charles F. Kane                           | 1941 |
| Heinrich V. (England)      | Heinrich V.                                               | Laurence Olivier                                           | 1944 |
| Heinrich V. (England)      | Henry V.                                                  | Kenneth Branagh                                            | 1989 |
| David Helfgott             | Shine – Der Weg ins Licht                                 | Geoffrey Rush                                              | 1996 |
| Ernest Hemingway           | In Love and War                                           | Chris O’Donnell                                            | 1996 |
| Sonja Henie                | Sonja – The White Swan (Sonja)                            | Ine Marie Wilmann                                          | 2018 |
| Peter Henlein              | Das unsterbliche Herz                                     | Heinrich George                                            | 1939 |
| Audrey Hepburn             | The Audrey Hepburn Story (TV)                             | Emmy Rossum (jugendlich), Jennifer Love Hewitt (erwachsen) | 2000 |
| José Moreno Hernández      | Der Griff nach den Sternen                                | Michael Peña                                               | 2023 |
| Alexander Herzen           | Das alte Haus                                             | Andrei Mjagkow                                             | 1970 |
| Nienke van Hichtum         | Nynke                                                     | Monic Hendrickx                                            | 2001 |
| Homer Hickam               | October Sky                                               | Jake Gyllenhaal                                            | 1999 |
| Bill Hickok                | Wild Bill                                                 | Jeff Bridges                                               | 1995 |
| Hildegard von Bingen       | Vision – Aus dem Leben der Hildegard von Bingen           | Barbara Sukowa                                             | 2009 |
| Henry Hill                 | GoodFellas – Drei Jahrzehnte in der Mafia                 | Ray Liotta                                                 | 1990 |
| Magnus Hirschfeld          | Der Einstein des Sex                                      | Kai Schumann                                               | 1999 |
| Alfred Hitchcock           | Hitchcock                                                 | Anthony Hopkins                                            | 2012 |
| Adolf Hitler               | The Hitler Gang                                           | Bobby Watson                                               | 1944 |
| Adolf Hitler               | Hitler – Die letzten zehn Tage                            | Alec Guinness                                              | 1973 |
| Adolf Hitler               | Hitler – Eine Karriere (Doku)                             | -                                                          | 1977 |
| Adolf Hitler               | Hitler – Aufstieg des Bösen                               | Robert Carlyle                                             | 2003 |
| Adolf Hitler               | Der Untergang                                             | Bruno Ganz                                                 | 2004 |
| Adolf Hitler               | siehe auch: Liste von Filmen zu Adolf Hitler              |                                                            |      |
| Jimmy Hoffa                | Jimmy Hoffa                                               | Jack Nicholson                                             | 1992 |
| Corinne Hofmann            | Die weiße Massai                                          | Nina Hoss (als Carola)                                     | 2005 |
| Amalie Hohenester          | Mali (TV-Zweiteiler)                                      | Christine Neubauer                                         | 1997 |
| Friedrich Hölderlin        | Hälfte des Lebens                                         | Ulrich Mühe                                                | 1984 |
| Buddy Holly                | Die Buddy Holly Story                                     | Gary Busey                                                 | 1978 |
| Oliver Wendell Holmes, Jr. | The Magnificent Yankee                                    | Louis Calhern                                              | 1950 |
| J. Edgar Hoover            | Ich bin der Boss – Skandal beim FBI                       | Broderick Crawford                                         | 1977 |
| J. Edgar Hoover            | J. Edgar                                                  | Leonardo DiCaprio                                          | 2011 |
| Frank Hopkins              | Hidalgo – 3000 Meilen zum Ruhm                            | Viggo Mortensen                                            | 2004 |
| Milada Horáková            | Milada                                                    | Ayelet Zurer                                               | 2017 |
| Jirō Horikoshi             | Wie der Wind sich hebt                                    | Hideaki Anno (Stimme)                                      | 2013 |
| Rudolf Höß                 | Aus einem deutschen Leben                                 | Kai Taschner (jugendlich), Götz George (erwachsen)         | 1977 |
| Harry Houdini              | Houdini, der König des Varieté                            | Tony Curtis                                                | 1953 |
| Harry Houdini              | Die großen Houdinis (TV)                                  | Paul Michael Glaser                                        | 1976 |
| Harry Houdini              | Die Jugend des Magiers (TV)                               | Wil Wheaton (jung), Jeffrey DeMunn (erwachsen)             | 1987 |
| Sam Houston                | Rache für Alamo                                           | Richard Dix                                                | 1939 |
| Whitney Houston            | Whitney                                                   | Yaya DaCosta                                               | 2015 |
| Whitney Houston            | Whitney Houston: I Wanna Dance with Somebody              | Naomi Ackie                                                | 2022 |
| Howard Hughes              | Aviator                                                   | Leonardo DiCaprio                                          | 2004 |
| Jan Hus                    | Jan Hus                                                   | Zdenek Stepánek                                            | 1955 |
| Jan Hus                    | John Hus                                                  | Rod Colbin                                                 | 1977 |
| Barbara Hutton             | Armes reiches Mädchen – Die Geschichte der Barbara Hutton | Farrah Fawcett, Fairuza Balk                               | 1987 |

## I
| Historische Persönlichkeit | Filmtitel                  | Darsteller           | Jahr |
| Clara Immerwahr            | Clara Immerwahr            | Katharina Schüttler  | 2014 |
| Giuseppe Impastato         | 100 Schritte               | Luigi Lo Cascio      | 2000 |
| Irina Ionesco              | I’m Not a F**king Princess | Isabelle Huppert     | 2011 |
| Iwan IV. (Russland)        | Iwan der Schreckliche      | Nikolai Tscherkassow | 1944 |
| Iwan IV. (Russland)        | Iwan der Schreckliche II   | Nikolai Tscherkassow | 1958 |
|                            |                            |                      |      |

## J
| Historische Persönlichkeit | Filmtitel                                                                        | Darsteller                                                        | Jahr |
| Andrew Jackson             | Gefährtin seines Lebens (The President’s Lady)                                   | Charlton Heston                                                   | 1953 |
| Michael Jackson            | Die Jacksons – Ein amerikanischer Traum (Fernseh-Zweiteiler)                     | Alex Burrall (6–8), Jason Weaver (9–14), Wylie Draper (erwachsen) | 1992 |
| Rachel Jackson             | Gefährtin seines Lebens (The President’s Lady)                                   | Susan Hayward                                                     | 1953 |
| Franz Jägerstätter         | Ein verborgenes Leben                                                            | August Diehl                                                      | 2019 |
| Dan Jansen                 | Ice Dreamer                                                                      | Matt Keeslar                                                      | 1996 |
| Jeanne d’Arc               | Jeanne d’Arc                                                                     | Jeanne d’Alcy                                                     | 1900 |
| Jeanne d’Arc               | Die Passion der Jungfrau von Orléans                                             | Renée Falconetti                                                  | 1928 |
| Jeanne d’Arc               | Johanna von Orleans                                                              | Ingrid Bergman                                                    | 1948 |
| Jeanne d’Arc               | Jeanne d’Arc – Die Frau des Jahrtausends                                         | Leelee Sobieski                                                   | 1999 |
| Jeanne d’Arc               | Johanna von Orleans                                                              | Milla Jovovich                                                    | 1999 |
| Jeanne d’Arc               | Jeannette – Die Kindheit der Jeanne d’Arc (Jeannette, l'enfance de Jeanne d'Arc) | Lise Leplat Prudhomme                                             | 2017 |
| Jeanne d’Arc               | Jeanne d’Arc (Jeanne)                                                            | Lise Leplat Prudhomme                                             | 2019 |
| Milena Jesenská            | Geliebte Milena                                                                  | Valérie Kaprisky                                                  | 1991 |
| Jesus von Nazaret          | Die größte Geschichte aller Zeiten                                               | Max von Sydow                                                     | 1965 |
| Alois Jirásek              | Junge Jahre                                                                      | Eduard Cupák                                                      | 1953 |
| Päpstin Johanna (legendär) | Papst Johanna                                                                    | Liv Ullmann                                                       | 1972 |
| Papst Johannes XXIII.      | Johannes XXIII. – Für eine Welt in Frieden                                       | Bob Hoskins                                                       | 2004 |
| Papst Johannes Paul I.     | Papa Luciani – Il sorriso di Dio (Fernseh-Zweiteiler)                            | Neri Marcorè                                                      | 2006 |
| Papst Johannes Paul II.    | Papst Johannes Paul II.                                                          | Cary Elwes (jung), Jon Voight (als Papst)                         | 2005 |
| Papst Johannes Paul II.    | Fürchtet euch nicht! – Das Leben Papst Johannes Pauls II.                        | Thomas Kretschmann                                                | 2005 |
| Papst Johannes Paul II.    | Karol – Ein Mann, der Papst wurde                                                | Piotr Adamczyk                                                    | 2005 |
| Papst Johannes Paul II.    | Karol – Papst und Mensch                                                         | Piotr Adamczyk                                                    | 2006 |
| Elton John                 | Rocketman                                                                        | Taron Egerton                                                     | 2019 |
| Jack Johnson               | Die große weiße Hoffnung                                                         | James Earl Jones (als Jack Jefferson)                             | 1970 |
| Jack Johnson               | Jack Johnson                                                                     | Dokumentarfilm                                                    | 1970 |
| Al Jolson                  | Der Jazzsänger                                                                   | Larry Parks                                                       | 1946 |
| Janis Joplin               | Janis: Little Girl Blue                                                          | Dokumentarfilm                                                    | 2015 |
| Judas Iskariot             | Judas und Jesus                                                                  | Johnathon Schaech                                                 | 2004 |
| Udo Jürgens                | Der Mann mit dem Fagott (Fernseh-Zweiteiler)                                     | David Rott, Alexander Kalodikis (als Kind)                        | 2011 |
| George Jung                | Blow                                                                             | Johnny Depp                                                       | 2001 |
|                            |                                                                                  |                                                                   |      |

## K
| Historische Persönlichkeit       | Filmtitel                                                                                                 | Darsteller                                           | Jahr |
| Frida Kahlo                      | Frida Kahlo – Es lebe das Leben (Frida, naturaleza viva)                                                  | Ofelia Medina                                        | 1986 |
| Frida Kahlo                      | Frida | Salma Hayek                                          | 2002 |
| Emmerich Kálmán                  | Der Czardas-König                                                                                         | Gerhard Riedmann                                     | 1958 |
| Emmerich Kálmán                  | Az élet muzsikája - Kálmán Imre                                                                           | Péter Huszti                                         | 1984 |
| Wassily Kandinsky                | Münter & Kandinsky                                                                                        | Vladimir Burlakov                                    | 2024 |
| Herbert Kappler                  | Tödlicher Irrtum (Rappresaglia)                                                                           | Richard Burton                                       | 1973 |
| Katharina II. (Russland)         | Katharina die Große                                                                                       | Elisabeth Bergner                                    | 1934 |
| Katharina II. (Russland)         | Die scharlachrote Kaiserin                                                                                | Marlene Dietrich                                     | 1934 |
| Katharina II. (Russland)         | Die junge Katharina                                                                                       | Julia Ormond                                         | 1991 |
| Katharina II. (Russland)         | Katharina die Große                                                                                       | Catherine Zeta-Jones                                 | 1995 |
| Andy Kaufman                     | Der Mondmann                                                                                              | Jim Carrey                                           | 1999 |
| Helen Keller                     | Helen Keller in Her Story (Doku)                                                                          | -                                                    | 1954 |
| Helen Keller                     | Licht im Dunkel                                                                                           | Anne Bancroft                                        | 1962 |
| Ned Kelly                        | Die Geschichte der Kelly-Bande (fragmentarisch erhalten)                                                  | Frank Mills                                          | 1906 |
| Ned Kelly                        | Gesetzlos – Die Geschichte des Ned Kelly                                                                  | Heath Ledger                                         | 2003 |
| John F. Kennedy                  | Patrouillenboot PT 109                                                                                    | Cliff Robertson                                      | 1963 |
| Robert F. Kennedy                | Robert Kennedy and His Times (TV-Dreiteiler)                                                              | Brad Davis                                           | 1985 |
| Hape Kerkeling                   | Der Junge muss an die frische Luft                                                                        | Julius Weckauf                                       | 2018 |
| Martin Luther King               | Dann war mein Leben nicht umsonst – Martin Luther King (Doku)                                             | -                                                    | 1970 |
| Marjorie Kinnan Rawlings         | Cross Creek                                                                                               | Mary Steenburgen                                     | 1983 |
| Alfred Charles Kinsey            | Kinsey – Die Wahrheit über Sex                                                                            | Liam Neeson                                          | 2004 |
| Beate Klarsfeld                  | Verfolgt und gejagt (Nazi Hunter: The Beate Klarsfeld Story)                                              | Farrah Fawcett                                       | 1986 |
| Victor Klemperer                 | Klemperer – Ein Leben in Deutschland                                                                      | Matthias Habich                                      | 1999 |
| Kleopatra VII. (Ägypten)         | Cleopatra                                                                                                 | Claudette Colbert                                    | 1934 |
| Kleopatra VII. (Ägypten)         | Cleopatra                                                                                                 | Elizabeth Taylor                                     | 1963 |
| Kleopatra VII. (Ägypten)         | Cleopatra                                                                                                 | Leonor Varela                                        | 1999 |
| Gustav Klimt                     | Klimt | John Malkovich                                       | 2006 |
| Hilma af Klint                   | Jenseits des Sichtbaren – Hilma af Klint                                                                  | Dokumentarfilm                                       | 2019 |
| Hildegard Knef                   | Hilde | Heike Makatsch                                       | 2009 |
| Sebastian Kneipp                 | Sebastian Kneipp – Ein großes Leben                                                                       | Carl Wery                                            | 1958 |
| Mathias Kneißl                   | Räuber Kneißl                                                                                             | Maximilian Brückner                                  | 2008 |
| Robert Koch                      | Robert Koch, der Bekämpfer des Todes                                                                      | Emil Jannings                                        | 1939 |
| Helmut Kohl                      | Der Mann aus der Pfalz (TV)                                                                               | Stephan Grossmann (jung), Thomas Thieme (alt)        | 2009 |
| Juliane Koepcke                  | Ein Mädchen kämpft sich durch die grüne Hölle (I miracoli accadono ancora)                                | Susan Penhaligon                                     | 1974 |
| Oswalt Kolle                     | Kolle – Ein Leben für Liebe und Sex                                                                       | Sylvester Groth                                      | 2002 |
| Alexandra Kollontai              | Perwy posetitel (Первый посетитель)                                                                       | Rufina Nifontowa                                     | 1966 |
| Alexandra Kollontai              | Botschafter der Sowjetunion                                                                               | Julia Borissowa                                      | 1970 |
| Christoph Kolumbus               | Columbus                                                                                                  | Fredric March                                        | 1949 |
| Christoph Kolumbus               | Christopher Columbus                                                                                      | Gabriel Byrne                                        | 1985 |
| Christoph Kolumbus               | 1492 – Die Eroberung des Paradieses                                                                       | Gérard Depardieu                                     | 1992 |
| Christoph Kolumbus               | Christopher Columbus – Der Entdecker                                                                      | Georges Corraface                                    | 1992 |
| Wera Komissarschewskaja          | Ja - aktrisa (Я - актриса)                                                                                | Natalja Saiko                                        | 1980 |
| Konfuzius                        | Konfuzius                                                                                                 | Chow Yun-Fat                                         | 2010 |
| Franz König                      | Der Kardinal (TV, halbdokumentarisch)                                                                     | August Zirner                                        | 2011 |
| Konstantin der Große             | Konstantin der Große                                                                                      | Cornel Wilde                                         | 1961 |
| Janusz Korczak                   | Korczak                                                                                                   | Wojciech Pszoniak                                    | 1990 |
| Soja Kosmodemjanskaja            | Soja | Galina Wodjanizkaja                                  | 1944 |
| Grigori Kotowski                 | Kotowski (Котовский)                                                                                      | Nikolai Mordwinow                                    | 1943 |
| Ron Kovic                        | Geboren am 4. Juli                                                                                        | Tom Cruise                                           | 1989 |
| Sofja Kowalewskaja               | Sofja Kowalewskaja (Софья Ковалевская)                                                                    | Jelena Junger                                        | 1956 |
| Sofja Kowalewskaja               | Sofja Kowalewskaja (Софья Ковалевская, Fernsehfilm)                                                       | Jelena Saforowa                                      | 1985 |
| Leonid Krassin                   | Krasny diplomat. Stranizy schisni Leonida Krasina (Красный дипломат. Страницы жизни Леонида Красина) (TV) | Wiktor Burchart                                      | 1971 |
| Ray Kroc                         | The Founder                                                                                               | Michael Keaton                                       | 2016 |
| Manfred Krug                     | Abgehauen (TV)                                                                                            | Peter Lohmeyer                                       | 1998 |
| Paul Kruger                      | Ohm Krüger                                                                                                | Emil Jannings                                        | 1941 |
| Nadeschda Krupskaja              | Nadeschda (Надежда)                                                                                       | Natalja Belochwostikowa                              | 1973 |
| Salome Kruschelnytska            | Woswraschtschenije Batterfljai (Возвращение Баттерфляй)                                                   | Jelena Safonowa, Antra Liedskalniņa, Katja Kasanzewa | 1983 |
| Agnes von Krusenstjerna          | Amorosa                                                                                                   | Stina Ekblad                                         | 1986 |
| Matilda Felixowna Kschessinskaja | Mathilde – Liebe ändert alles (Matilda)                                                                   | Michalina Olszańska                                  | 2017 |
| Richard Kuklinski                | The Iceman                                                                                                | Michael Shannon                                      | 2012 |

## L
| Historische Persönlichkeit     | Filmtitel                                                             | Darsteller                                         | Jahr |
| Touko Laaksonen                | Tom of Finland                                                        | Pekka Strang                                       | 2017 |
| Ferruccio Lamborghini          | Lamborghini: The Man Behind the Legend                                | Frank Grillo                                       | 2022 |
| Jake LaMotta                   | Wie ein wilder Stier                                                  | Robert De Niro                                     | 1980 |
| Philippa Langley               | The Lost King                                                         | Sally Hawkins                                      | 2022 |
| Joseph Lanner                  | Walzerkrieg                                                           | Paul Hörbiger                                      | 1933 |
| Meyer Lansky                   | Meyer Lansky – Amerikanisches Roulette                                | Richard Dreyfuss                                   | 1999 |
| Héctor Lavoe                   | El Cantante                                                           | Marc Anthony                                       | 2006 |
| T. E. Lawrence                 | Lawrence von Arabien                                                  | Peter O’Toole                                      | 1962 |
| Bruce Lee                      | Dragon – Die Bruce Lee Story                                          | Jason Scott Lee                                    | 1993 |
| Gypsy Rose Lee                 | Gypsy – Königin der Nacht (Gypsy)                                     | Natalie Wood                                       | 1962 |
| Pascalina Lehnert              | Gottes mächtige Dienerin (Zweiteiler)                                 | Christine Neubauer                                 | 2011 |
| John Lennon                    | Nowhere Boy                                                           | Aaron Taylor-Johnson                               | 2009 |
| Anna Leonowens                 | Anna und der König von Siam                                           | Irene Dunne                                        | 1946 |
| Anna Leonowens                 | Anna und der König                                                    | Jodie Foster                                       | 1999 |
| C. S. Lewis                    | Shadowlands                                                           | Anthony Hopkins                                    | 1993 |
| Jerry Lee Lewis                | Great Balls of Fire – Jerry Lee Lewis – Ein Leben für den Rock’n’Roll | Dennis Quaid                                       | 1989 |
| Joe E. Lewis                   | Schicksalsmelodie                                                     | Frank Sinatra                                      | 1957 |
| Liberace                       | Liberace: Behind the Music (Fernsehfilm)                              | Victor Garber                                      | 1988 |
| Liberace                       | Liberace – Zu viel des Guten ist wundervoll                           | Michael Douglas                                    | 2013 |
| Eric Liddell                   | Die Stunde des Siegers                                                | Ian Charleson                                      | 1981 |
| Karl Liebknecht                | Solange Leben in mir ist                                              | Horst Schulze                                      | 1965 |
| Karl Liebknecht                | Trotz alledem!                                                        | Horst Schulze                                      | 1972 |
| Abraham Lincoln                | Der junge Mr. Lincoln                                                 | Henry Fonda                                        | 1939 |
| Abraham Lincoln                | Abe Lincoln in Illinois                                               | Raymond Massey                                     | 1940 |
| Abraham Lincoln                | Tad Lincoln, der Sohn des Präsidenten                                 | Kris Kristofferson                                 | 1995 |
| Abraham Lincoln                | Abraham Lincoln – Die Ermordung des Präsidenten (TV)                  | Lance Henriksen                                    | 1998 |
| Abraham Lincoln                | Lincoln                                                               | Daniel Day-Lewis                                   | 2012 |
| Tad Lincoln                    | Tad Lincoln, der Sohn des Präsidenten                                 | Bug Hall                                           | 1995 |
| Jenny Lind                     | Jenny Lind                                                            | Grace Moore                                        | 1930 |
| Jenny Lind                     | Die schwedische Nachtigall                                            | Ilse Werner                                        | 1941 |
| Charles Lindbergh              | Lindbergh – Mein Flug über den Ozean                                  | James Stewart                                      | 1957 |
| Charles Lindbergh              | Die Entführung des Lindbergh-Babys                                    | Cliff DeYoung                                      | 1976 |
| Udo Lindenberg                 | Lindenberg! Mach dein Ding                                            | Jan Bülow                                          | 2020 |
| Astrid Lindgren                | Astrid                                                                | Alba August (jung), Maria Fahl Vikander (betagt)   | 2018 |
| Deborah Lipstadt               | Verleugnung                                                           | Rachel Weisz                                       | 2016 |
| Anne Lister                    | Die geheimen Tagebücher der Anne Lister (TV)                          | Maxine Peake                                       | 2010 |
| Franz Liszt                    | Ungarische Rhapsodie                                                  | Paul Hubschmid                                     | 1954 |
| Franz Liszt                    | Nur wenige sind auserwählt                                            | Dirk Bogarde                                       | 1960 |
| Franz Liszt                    | Liebesträume                                                          | Imre Sinkovits                                     | 1970 |
| Franz Liszt                    | Lisztomania                                                           | Roger Daltrey                                      | 1975 |
| Carole Lombard                 | Sag ja zur Liebe (Gable and Lombard)                                  | Jill Clayburgh                                     | 1976 |
| Michail Lomonossow             | Syn rybaka (Сын рыбака)                                               | Nikolai Simonow                                    | 1928 |
| Michail Lomonossow             | Michailo Lomonossow (1955) (Михайло Ломоносов)                        | Boris Liwanow                                      | 1955 |
| Michail Lomonossow             | Michailo Lomonossow (1986) (Михайло Ломоносов, Fernsehmehrteiler)     | Igor Wolkow                                        | 1986 |
| Joe Louis                      | Joe & Max                                                             | Leonard Roberts                                    | 2002 |
| Séraphine Louis                | Séraphine                                                             | Yolande Moreau                                     | 2008 |
| Toussaint Louverture           | Toussaint Louverture (TV)                                             | Jimmy Jean-Louis                                   | 2012 |
| Linda Lovelace                 | Lovelace                                                              | Amanda Seyfried                                    | 2013 |
| Frank Lucas                    | American Gangster                                                     | Denzel Washington                                  | 2007 |
| Lucky Luciano                  | Lucky Luciano                                                         | Gian Maria Volontè                                 | 1974 |
| Ludwig II. (Bayern)            | Ludwig II.                                                            | O. W. Fischer                                      | 1955 |
| Ludwig II. (Bayern)            | Ludwig II.                                                            | Helmut Berger                                      | 1972 |
| Ludwig II. (Bayern)            | Ludwig II.                                                            | Sabin Tambrea (jung), Sebastian Schipper (alt)     | 2012 |
| Ludwig XIV.                    | Der Tod von Ludwig XIV.                                               | Jean-Pierre Léaud                                  | 2016 |
| Karl Lueger                    | Wien 1910                                                             | Rudolf Forster                                     | 1943 |
| Luise von Mecklenburg-Strelitz | Luise, Königin von Preußen                                            | Henny Porten                                       | 1931 |
| Jean-Baptiste Lully            | Boris Terral                                                          | Der König tanzt                                    | 2000 |
| Martin Luther                  | Doktor Martinus Luther (Film verschollen)                             | Hermann Litt                                       | 1911 |
| Martin Luther                  | Die Wittenberger Nachtigall                                           | Rudolf Essek                                       | 1913 |
| Martin Luther                  | Martin Luther (Film verschollen)                                      | Karl Wüstenhagen                                   | 1923 |
| Martin Luther                  | Luther – Ein Film der deutschen Reformation                           | Eugen Klöpfer                                      | 1927 |
| Martin Luther                  | Der gehorsame Rebell (Doku)                                           | -                                                  | 1952 |
| Martin Luther                  | Martin Luther                                                         | Niall MacGinnis                                    | 1953 |
| Martin Luther                  | Luther (TV)                                                           | Terry Norris                                       | 1964 |
| Martin Luther                  | Der arme Mann Luther                                                  | Hans Dieter Zeidler                                | 1965 |
| Martin Luther                  | Luther                                                                | Alec McCowen                                       | 1965 |
| Martin Luther                  | Credo: Martin Luther – Wittenberg 1517 (Doku)                         | -                                                  | 1967 |
| Martin Luther                  | Der Reformator (TV)                                                   | Christian Rode                                     | 1968 |
| Martin Luther                  | Luther (TV)                                                           | Robert Shaw                                        | 1968 |
| Martin Luther                  | Luther                                                                | Stacy Keach                                        | 1974 |
| Martin Luther                  | Disput u noći                                                         | Jovan Milićević                                    | 1976 |
| Martin Luther                  | Bruder Martin (TV)                                                    | Bernard Lincot                                     | 1981 |
| Martin Luther                  | Martin Luther (TV-Zweiteiler)                                         | Lambert Hamel                                      | 1983 |
| Martin Luther                  | Martin Luther                                                         | Ulrich Thein                                       | 1983 |
| Martin Luther                  | Martin Luther, Heretic                                                | Jonathan Pryce                                     | 1983 |
| Martin Luther                  | Ein Schüler aus Mansfeld – Die Jugendjahre Martin Luthers (Doku)      | -                                                  | 1983 |
| Martin Luther                  | Der die Zeit beim Worte nahm – Martin Luther auf der Wartburg (Doku)  | -                                                  | 1983 |
| Martin Luther                  | Bürger Luther – Wittenberg 1508–1546 (Doku)                           | -                                                  | 1983 |
| Martin Luther                  | Luther                                                                | Joseph Fiennes                                     | 2003 |
| Martin Luther                  | Martin Luther – Ein Leben zwischen Gott und Teufel (Doku)             | Jan Henning Kraus (jung), Matthias Hummitzsc (alt) | 2003 |
| Martin Luther                  | Luther gegen den Papst (Doku)                                         | Romain Redler (jung), Claude Brosset (alt)         | 2004 |
| Martin Luther                  | Luther – Sein Leben, Weg und Erbe (Doku)                              | -                                                  | 2005 |
| Martin Luther                  | Luther – Kampf mit dem Teufel (Doku)                                  | Ben Becker                                         | 2007 |
| Martin Luther                  | siehe auch: Lutherfilme                                               |                                                    |      |
| Rosa Luxemburg                 | Rosa Luxemburg                                                        | Barbara Sukowa                                     | 1986 |
| Frankie Lymon                  | Why Do Fools Fall in Love – Die Wurzeln des Rock ’n’ Roll             | Larenz Tate                                        | 1998 |
| Loretta Lynn                   | Nashville Lady                                                        | Sissy Spacek                                       | 1980 |

## M
| Historische Persönlichkeit                 | Filmtitel                                                    | Darsteller                                                                       | Jahr    |
| Douglas MacArthur                          | MacArthur – Held des Pazifik                                 | Gregory Peck                                                                     | 1977    |
| Robert Roy MacGregor                       | Rob Roy                                                      | Liam Neeson                                                                      | 1995    |
| Alma Mahler-Werfel                         | Mahler                                                       | Georgina Hale                                                                    | 1974    |
| Gustav Mahler                              | Mahler                                                       | Robert Powell                                                                    | 1974    |
| Gustav Mahler                              | Mahler auf der Couch                                         | Johannes Silberschneider                                                         | 2010    |
| Anton Makarenko                            | Der Weg ins Leben                                            | Nikolai Batalow                                                                  | 1931    |
| Anton Makarenko                            | Der Weg ins Leben                                            | Wladimir Jemeljanow                                                              | 1955    |
| Anton Makarenko                            | Flaggen auf den Türmen (Флаги на башнях)                     | Wladimir Jemeljanow                                                              | 1958    |
| Olli Mäki                                  | Der glücklichste Tag im Leben des Olli Mäki (Hymyilevä mies) | Jarkko Lahti                                                                     | 2016    |
| Azem Maksutaj                              | Being Azem (Doku)                                            | A.M. selbst                                                                      | 2010    |
| Jayne Mansfield                            | Die Jayne Mansfield Story                                    | Loni Anderson                                                                    | 1980    |
| Charles Manson                             | Helter Skelter                                               | Jeremy Davies                                                                    | 2004    |
| David Marcus                               | Der Schatten des Giganten                                    | Kirk Douglas                                                                     | 1966    |
| Maria Theresia (Österreich)                | Wie der Mond über Feuer und Blut (TV)                        | Elisabeth Augustin                                                               | 1981    |
| Ferdinand Marian                           | Jud Süß – Film ohne Gewissen                                 | Tobias Moretti                                                                   | 2010    |
| Marie-Antoinette von Österreich-Lothringen | Marie-Antoinette                                             | Norma Shearer                                                                    | 1938    |
| Marie-Antoinette von Österreich-Lothringen | Marie Antoinette                                             | Kirsten Dunst                                                                    | 2006    |
| Bob Marley                                 | Bob Marley: One Love                                         | Kingsley Ben-Adir                                                                | 2024    |
| Thurgood Marshall                          | Marshall                                                     | Chadwick Boseman                                                                 | 2017    |
| Eleanor Marx                               | Miss Marx                                                    | Romola Garai                                                                     | 2020    |
| Karl Marx                                  | Karl Marx – die jungen Jahre                                 | Wenzislaw Kisjow                                                                 | 1980    |
| Karl Marx                                  | Marx und Engels - Stationen ihres Lebens (Fernsehreihe)      | Jürgen Reuter                                                                    | 1978/80 |
| Hans-Jürgen Massaquoi                      | Neger, Neger, Schornsteinfeger!                              | Luka Kumi (Kleinkind), Steve-Marvin Dwumah (Kind), Thando Walbaum (Jugendlicher) | 2006    |
| Daphne du Maurier                          | Daphne (TV)                                                  | Geraldine Somerville                                                             | 2007    |
| Karl May                                   | Karl May                                                     | Helmut Käutner                                                                   | 1974    |
| Robert Mayer                               | Robert Mayer – Der Arzt aus Heilbronn                        | Emil Stöhr                                                                       | 1955    |
| Christopher McCandless                     | Into the Wild                                                | Emile Hirsch                                                                     | 2007    |
| Joseph C. McConnell                        | Wolkenstürmer                                                | Alan Ladd                                                                        | 1955    |
| Golda Meir                                 | Golda Meir (Fernsehfilm)                                     | Ingrid Bergman                                                                   | 1982    |
| Golda Meir                                 | Golda – Israels Eiserne Lady                                 | Helen Mirren                                                                     | 2023    |
| Freddie Mercury                            | Bohemian Rhapsody                                            | Rami Malek                                                                       | 2018    |
| Franz Anton Mesmer                         | Mesmer                                                       | Alan Rickman                                                                     | 1994    |
| Jacques Mesrine                            | Public Enemy No. 1 – Mordinstinkt                            | Vincent Cassel                                                                   | 2008    |
| Jacques Mesrine                            | Public Enemy No. 1 – Todestrieb                              | Vincent Cassel                                                                   | 2008    |
| Michelangelo Buonarroti                    | Michelangelo – Inferno und Ekstase                           | Charlton Heston                                                                  | 1965    |
| Michelangelo Buonarroti                    | Michelangelo – Genie und Leidenschaft                        | Mark Frankel                                                                     | 1991    |
| Harvey Milk                                | Milk                                                         | Sean Penn                                                                        | 2008    |
| Glenn Miller                               | Die Glenn Miller Story                                       | James Stewart                                                                    | 1953    |
| Marilyn Miller                             | Stern vom Broadway                                           | June Haver                                                                       | 1949    |
| Mishima Yukio                              | Mishima – Ein Leben in vier Kapiteln                         | Ken Ogata                                                                        | 1985    |
| Billy Mitchell                             | Verdammt zum Schweigen                                       | Gary Cooper                                                                      | 1955    |
| Iwan Mitschurin                            | Die Welt soll blühen                                         | Grigori Below                                                                    | 1949    |
| Paula Modersohn-Becker                     | Paula                                                        | Carla Juri                                                                       | 2016    |
| Amedeo Modigliani                          | Montparnasse 19                                              | Gérard Philipe                                                                   | 1958    |
| Mohammed                                   | Mohammed – Der Gesandte Gottes                               | -                                                                                | 1976    |
| Marilyn Monroe                             | My Week with Marilyn                                         | Michelle Williams                                                                | 2011    |
| Marilyn Monroe                             | Blond                                                        | Ana de Armas                                                                     | 2022    |
| Felicia Montealegre                        | Maestro                                                      | Carey Mulligan                                                                   | 2023    |
| Lola Montez                                | Lola Montez                                                  | Martine Carol                                                                    | 1955    |
| Rudy Ray Moore                             | Dolemite Is My Name                                          | Eddie Murphy                                                                     | 2019    |
| Jay Moriarity                              | Mavericks – Lebe deinen Traum                                | Jonny Weston                                                                     | 2012    |
| Jim Morrison                               | The Doors                                                    | Val Kilmer                                                                       | 1991    |
| Edgardo Mortara                            | Die Bologna-Entführung – Geraubt im Namen des Papstes        | Leonardo Maltese, Enea Sala                                                      | 2023    |
| Thomas Morus                               | Ein Mann zu jeder Jahreszeit                                 | Paul Scofield                                                                    | 1966    |
| Thomas Morus                               | A Man for All Seasons                                        | Charlton Heston                                                                  | 1988    |
| Wolfgang Amadeus Mozart                    | Eine kleine Nachtmusik                                       | Hannes Stelzer                                                                   | 1939    |
| Wolfgang Amadeus Mozart                    | Wen die Götter lieben                                        | Hans Holt                                                                        | 1942    |
| Wolfgang Amadeus Mozart                    | Mozart                                                       | Oskar Werner                                                                     | 1955    |
| Wolfgang Amadeus Mozart                    | Amadeus                                                      | Tom Hulce                                                                        | 1984    |
| Wolfgang Amadeus Mozart                    | Vergeßt Mozart                                               | Max Tidof                                                                        | 1985    |
| Wolfgang Amadeus Mozart                    | Wolfgang A. Mozart (TV)                                      | Alexander Lutz                                                                   | 1991    |
| Edvard Munch                               | Edvard Munch                                                 | Geir Westby                                                                      | 1974    |
| Burt Munro                                 | Mit Herz und Hand                                            | Anthony Hopkins                                                                  | 2005    |
| Gabriele Münter                            | Münter & Kandinsky                                           | Vanessa Loibl                                                                    | 2024    |
| Axel Munthe                                | Axel Munthe – Der Arzt von San Michele                       | O. W. Fischer                                                                    | 1962    |
| Thomas Müntzer                             | Thomas Müntzer – Ein Film deutscher Geschichte               | Wolfgang Stumpf                                                                  | 1956    |
| Thomas Müntzer                             | Ich, Thomas Müntzer, Sichel Gottes                           | Veit Schubert                                                                    | 1989    |
| Iris Murdoch                               | Iris                                                         | Judi Dench                                                                       | 2001    |
| Edward R. Murrow                           | Good Night, and Good Luck                                    | David Strathairn                                                                 | 2005    |
| Modest Mussorgski                          | Melodie des Lebens                                           | Alexander Borissow                                                               | 1950    |

## N
| Historische Persönlichkeit | Filmtitel                                  | Darsteller           | Jahr |
| Nainsukh                   | Nainsukh                                   | Manish Soni          | 2010 |
| Fridtjof Nansen            | Bare et liv - historien om Fridtjof Nansen | Knut Wigert          | 1968 |
| John Nash                  | A Beautiful Mind – Genie und Wahnsinn      | Russell Crowe        | 2001 |
| Nero                       | Nero – Die dunkle Seite der Macht (TV)     | Hans Matheson        | 2004 |
| Pablo Neruda               | Neruda                                     | Luis Gnecco          | 2016 |
| Friederike Caroline Neuber | Komödianten                                | Käthe Dorsch         | 1941 |
| Alexander Newski           | Alexander Newski                           | Nikolai Tscherkassow | 1938 |
| Florence Nightingale       | The White Angel                            | Kay Francis          | 1936 |
| Nikifor                    | Mein Nikifor                               | Krystyna Feldman     | 2004 |
| Nikolaus II. (Russland)    | Die Romanows: Eine gekrönte Familie        | Alexander Galibin    | 2000 |
| Richard Nixon              | Nixon                                      | Anthony Hopkins      | 1995 |
| Nostradamus                | Nostradamus                                | Tchéky Karyo         | 1994 |
| Notorious B.I.G.           | Notorious B.I.G.                           | Jamal Woolard        | 2009 |
| Álvar Núñez Cabeza de Vaca | Cabeza de Vaca                             | Juan Diego           | 1990 |
| Diana Nyad                 | Nyad                                       | Annette Bening       | 2023 |
| Matti Nykänen              | Matti                                      | Jasper Pääkkönen     | 2006 |

## O
| Historische Persönlichkeit | Filmtitel                          | Darsteller                          | Jahr |
| Uschi Obermaier            | Das wilde Leben                    | Natalia Avelon                      | 2007 |
| Graeme Obree               | Flying Scotsman – Allein zum Ziel  | Jonny Lee Miller                    | 2006 |
| Seán O’Casey               | Cassidy, der Rebell                | Rod Taylor (als John Cassidy)       | 1964 |
| Onoda Hirō                 | Onoda – 10.000 Nächte im Dschungel | Yûya Endô (jung), Kanji Tsuda (alt) | 2021 |
| Joseph Süß Oppenheimer     | Jud Süß                            | Conrad Veidt                        | 1934 |
| Joseph Süß Oppenheimer     | Jud Süß                            | Ferdinand Marian                    | 1940 |
| J. Robert Oppenheimer      | Oppenheimer                        | Cillian Murphy                      | 2023 |
| Francis Ouimet             | Das größte Spiel seines Lebens     | Shia LaBeouf                        | 2005 |
| Jesse Owens                | Zeit für Legenden                  | Stephan James                       | 2016 |

## P
| Historische Persönlichkeit   | Filmtitel                                      | Darsteller                                           | Jahr |
| Niccolò Paganini             | Das wechselvolle Leben des Niccolo Paganini    | Wladimir Msrjan                                      | 1982 |
| Niccolò Paganini             | Kinski Paganini                                | Klaus Kinski                                         | 1989 |
| Niccolò Paganini             | Der Teufelsgeiger                              | David Garrett                                        | 2013 |
| Carl Panzram                 | Killer – Tagebuch eines Serienmörders          | James Woods                                          | 1996 |
| Paracelsus                   | Paracelsus                                     | Werner Krauß                                         | 1942 |
| Alexander Parchomenko        | Alexander Parchomenko (Александр Пархоменко)   | Alexander Chwylja                                    | 1942 |
| Charlie Parker               | Bird                                           | Forest Whitaker                                      | 1988 |
| Dorothy Parker               | Mrs. Parker und ihr lasterhafter Kreis         | Jennifer Jason Leigh                                 | 1994 |
| Louis Pasteur                | Louis Pasteur                                  | Paul Muni                                            | 1935 |
| George S. Patton             | Patton – Rebell in Uniform                     | George C. Scott                                      | 1970 |
| Paul I. (Russland)           | Der Patriot                                    | Emil Jannings                                        | 1928 |
| Iwan Pawlow                  | Entschleierte Geheimnisse                      | Alexander Borissow                                   | 1949 |
| Anna Pawlowa                 | Anna Pawlowa – Ein Leben für den Tanz          | Galina Beljajewa                                     | 1983 |
| Daniel Pearl                 | Ein mutiger Weg                                | Dan Futterman                                        | 2007 |
| Harvey Pekar                 | American Splendor                              | Paul Giamatti                                        | 2003 |
| Sally Perel                  | Hitlerjunge Salomon                            | Marco Hofschneider                                   | 1989 |
| Max Perkins                  | Genius – Die tausend Seiten einer Freundschaft | Colin Firth                                          | 2016 |
| Eva Perón                    | Evita                                          | Madonna                                              | 1996 |
| Johann Heinrich Pestalozzi   | Pestalozzis Berg                               | Gian Maria Volonté                                   | 1989 |
| Peter der Große              | Peter der Große (Peter the Great)              | Maximilian Schell                                    | 1986 |
| Julius Adolf Petersen        | Der Lord von Barmbeck                          | Martin Lüttge                                        | 1974 |
| Rudolf Petershagen           | Gewissen in Aufruhr                            | Erwin Geschonneck                                    | 1961 |
| Édith Piaf                   | Der Spatz von Paris – Edith Piaf (Piaf)        | Brigitte Ariel                                       | 1974 |
| Édith Piaf                   | La vie en rose                                 | Marion Cotillard                                     | 2007 |
| Pablo Picasso                | Mein Mann Picasso                              | Anthony Hopkins                                      | 1996 |
| Marinette Pichon             | Marinette – Kämpferin. Fussballerin. Legende.  | Garance Marillier                                    | 2023 |
| Pontius Pilatus              | Pontius Pilatus – Statthalter des Grauens      | Jean Marais                                          | 1962 |
| Pater Pio                    | Padre Pio                                      | Sergio Castellitto, Elio Germano, Loris Pazienza     | 2000 |
| Pater Pio                    | Padre Pio                                      | Shia LaBeouf                                         | 2022 |
| Nikolai Pirogow              | Der Chirurg Pirogow                            | Konstantin Skorobogatow                              | 1947 |
| Pius XII.                    | Pius XII.                                      | James Cromwell                                       | 2010 |
| Jackson Pollock              | Pollock                                        | Ed Harris                                            | 2000 |
| Marco Polo                   | Marco Polo (TV-Miniserie)                      | Ken Marshall                                         | 1982 |
| Alexander Popow              | Das erste SOS                                  | Nikolai Tscherkassow                                 | 1949 |
| Cole Porter                  | Tag und Nacht denk’ ich an Dich                | Cary Grant                                           | 1946 |
| Cole Porter                  | De-Lovely – Die Cole Porter Story              | Kevin Kline                                          | 2004 |
| Beatrix Potter               | Miss Potter                                    | Renée Zellweger                                      | 2006 |
| Dith Pran                    | The Killing Fields – Schreiendes Land          | Haing S. Ngor                                        | 1984 |
| Hilary und Jacqueline du Pré | Hilary & Jackie                                | Rachel Griffiths (Hilary), Emily Watson (Jacqueline) | 1998 |
| Elvis Presley                | Elvis – The King                               | Kurt Russell                                         | 1979 |
| Elvis Presley                | Elvis                                          | Jonathan Rhys Meyers                                 | 2005 |
| Elvis Presley                | Elvis                                          | Austin Butler                                        | 2022 |
| Priscilla Presley            | Priscilla                                      | Cailee Spaeny                                        | 2023 |
| Nikolai Prschewalski         | Prschewalski                                   | Sergei Papow                                         | 1952 |
| Richard Pryor                | Jo Jo Dancer – Dein Leben ruft                 | R. P. selbst (als Jo Jo Dancer)                      | 1986 |
| Jemeljan Pugatschow          | Pugatschew (Пугачев)                           | Konstantin Skorobogatow                              | 1937 |
| Melvin Purvis                | Die Story von Gun Kelly (Melvin Purvis: G-Man) | Dale Robertson                                       | 1974 |
| Alexander Puschkin           | Zar und Dichter                                | Jewgeni Tscherwjakow                                 | 1927 |
| Alexander Puschkin           | Junost poeta (Юность поэта)                    | Walentin Litowski                                    | 1937 |
| Puyi                         | Der letzte Kaiser                              | John Lone                                            | 1987 |

## Q
| Historische Persönlichkeit | Filmtitel                         | Darsteller     | Jahr |
| Selena Quintanilla-Pérez   | Selena – Ein amerikanischer Traum | Jennifer Lopez | 1997 |

## R
| Historische Persönlichkeit          | Filmtitel                                                         | Darsteller            | Jahr        |      |
| John Rabe                           | John Rabe                                                         | Ulrich Tukur          | 2009        |      |
| Ma Rainey                           | Ma Rainey’s Black Bottom                                          | Viola Davis           | 2020        |      |
| Rainis                              | Rainis                                                            | Jānis Grantiņš        | 1949        |      |
| Richard Ramírez                     | Manhunt – Eine Stadt jagt einen Mörder                            | Gregory Cruz          | 1989        |      |
| Richard Ramírez                     | Nightstalker – Die Bestie von L.A.                                | Bret Roberts          | 2002        |      |
| Richard Ramírez                     | The Valley Intruder                                               | Adolph Cortez         | 2009        |      |
| Grigori Jefimowitsch Rasputin       | Rasputin: Der Dämon Rußlands                                      | Lionel Barrymore      | 1932        |      |
| Grigori Jefimowitsch Rasputin       | Rasputin – Der wahnsinnige Mönch                                  | Christopher Lee       | 1966        |      |
| Grigori Jefimowitsch Rasputin       | Agonia - Rasputin, Gott und Satan                                 | Alexei Petrenko       | 1981        |      |
| Grigori Jefimowitsch Rasputin       | Rasputin                                                          | Alan Rickman          | 1996        |      |
| Grigori Jefimowitsch Rasputin       | Raspoutine (TV)                                                   | Gérard Depardieu      | 2011        |      |
| Stenka Rasin                        | Stepan Rasin (Степан Разин)                                       | Andrei Abrikossow     | 1939        |      |
| Alfred Redl                         | Oberst Redl                                                       | Robert Valberg        | 1925        |      |
| Alfred Redl                         | Der Fall des Generalstabs-Oberst Redl                             | Theodor Loos          | 1931        |      |
| Alfred Redl                         | Spionage                                                          | Ewald Balser          | 1955        |      |
| Alfred Redl                         | Oberst Redl                                                       | Klaus Maria Brandauer | 1985        |      |
| John Reed                           | Reds                                                              | Warren Beatty         | 1981        |      |
| Marcel Reich-Ranicki                | Mein Leben – Marcel Reich-Ranicki                                 | Matthias Schweighöfer | 2009        |      |
| Brigitte Reimann                    | Hunger auf Leben                                                  | Martina Gedeck        | 2004        |      |
| Rembrandt van Rijn                  | Rembrandt                                                         | Charles Laughton      | 1936        |      |
| Rembrandt van Rijn                  | Rembrandt                                                         | Ewald Balser          | 1942        |      |
| Rembrandt van Rijn                  | Rembrandt                                                         | Jefim Kopeljan        | 1963        |      |
| Rembrandt van Rijn                  | Rembrandt                                                         | Richard Johnson       | 1969        |      |
| Rembrandt van Rijn                  | Rembrandt                                                         | Klaus Maria Brandauer | 1999        |      |
| Pierre-Auguste Renoir               | Renoir                                                            | Michel Bouquet        | 2012        |      |
| Maurice Richard                     | Maurice Richard                                                   | Roy Dupuis            | 2005        |      |
| Nikolai Rimski-Korsakow             | Rimski-Korsakow                                                   | Grigori Below         | 1953        |      |
| Knute Rockne                        | Knute Rockne, All American                                        | Pat O’Brien           | 1940        |      |
| Amália Rodrigues                    | Amália                                                            | Sandra Barata Belo    | 2008        |      |
| Óscar Romero                        | Romero                                                            | Raúl Juliá            | 1989        |      |
| Erwin Rommel                        | Rommel, der Wüstenfuchs                                           | James Mason           | 1951        |      |
| Erwin Rommel                        | Rommel (TV)                                                       | Ulrich Tukur          | 2012        |      |
| Franklin D. Roosevelt               | Sunrise at Campobello                                             | Ralph Bellamy         | 1960        |      |
| Hans Rosenthal                      | Rosenthal                                                         | Florian Lukas         | 2025        |      |
| Nathan Mayer Rothschild             | Die Rothschilds                                                   | George Arliss         | 1934        |      |
| Joanne K. Rowling                   | Magic Beyond Words – Die zauberhafte Geschichte der J. K. Rowling | Poppy Montgomery      | 2011        |      |
| Andrei Rubljow                      | Andrej Rubljow                                                    | Anatoli Solonizyn     | 1969        |      |
| Harry Ruby                          | Drei kleine Worte                                                 | Fred Astaire          | 1950        |      |
| Rudolf von Österreich-Ungarn        | Mayerling                                                         | Charles Boyer         | 1936        |      |
| Rudolf von Österreich-Ungarn        | Rudolf von Österreich-Ungarn                                      | Mayerling             | Omar Sharif | 1968 |
| Kronprinz Rudolfs letzte Liebe (TV) | Rudolf von Österreich-Ungarn                                      | Max von Thun          | 2006        |      |
| Paul Rusesabagina                   | Hotel Ruanda                                                      | Don Cheadle           | 2004        |      |
| Babe Ruth                           | The Babe – Ein amerikanischer Traum                               | John Goodman          | 1992        |      |

## S
| Historische Persönlichkeit         | Filmtitel                                                            | Darsteller                                                       | Jahr    |
| Yves Saint Laurent                 | Saint Laurent                                                        | Gaspard Ulliel                                                   | 2014    |
| Ramón Sampedro                     | Das Meer in mir                                                      | Javier Bardem                                                    | 2004    |
| Ilich Ramírez Sánchez („Carlos“)   | Carlos – Der Schakal                                                 | Édgar Ramírez                                                    | 2010    |
| Arturo Sandoval                    | Die Jazz Connection (For Love or Country: The Arturo Sandoval Story) | Andy García                                                      | 2000    |
| Inge Sargent                       | Dämmerung über Burma                                                 | Maria Ehrich                                                     | 2015    |
| Jean-Paul Sartre                   | Der Liebespakt: Simone de Beauvoir und Sartre                        | Lorànt Deutsch                                                   | 2006    |
| Konstantin Saslonow                | Konstantin Saslonow (Константин Заслонов)                            | Wladimir Druschnikow                                             | 1949    |
| Ferdinand Sauerbruch               | Sauerbruch – Das war mein Leben                                      | Ewald Balser                                                     | 1954    |
| Boris Sawinkow                     | Der Fall Boris Sawinkow                                              | Wladimir Samoilow                                                | 1968    |
| Carolyne zu Sayn-Wittgenstein      | Ungarische Rhapsodie                                                 | Colette Marchand                                                 | 1954    |
| Carolyne zu Sayn-Wittgenstein      | Nur wenige sind auserwählt                                           | Capucine                                                         | 1960    |
| Schambyl Schabajew                 | Dschambul (Джамбул)                                                  | Schäken Aimanow                                                  | 1953    |
| Ulrich Schamoni                    | Abschied von den Fröschen (Kinodokumentation)                        | -                                                                | 2012    |
| Sydney Schanberg                   | The Killing Fields – Schreiendes Land                                | Sam Waterston                                                    | 1984    |
| Oksana Schatschko                  | Oxana – Mein Leben für Freiheit                                      | Albina Korsch                                                    | 2024    |
| Taras Schewtschenko                | Taras Schewtschenko (Тарас Шевченко)                                 | Amwrossi Butschma                                                | 1926    |
| Taras Schewtschenko                | Gesprengte Fesseln                                                   | Sergei Bondartschuk                                              | 1951    |
| Taras Schewtschenko                | Son (Сон)                                                            | Iwan Mykolajtschuk                                               | 1964    |
| Taras Schewtschenko                | Taras. Rückkehr                                                      | Borys Orlow                                                      | 2019    |
| Egon Schiele                       | Egon Schiele – Exzesse                                               | Mathieu Carrière                                                 | 1981    |
| Egon Schiele                       | Egon Schiele: Tod und Mädchen                                        | Noah Saavedra                                                    | 2016    |
| Friedrich Schiller                 | Friedrich Schiller – Der Triumph eines Genies                        | Horst Caspar                                                     | 1940    |
| Friedrich Schiller                 | Schiller                                                             | Matthias Schweighöfer                                            | 2005    |
| Oskar Schindler                    | Schindlers Liste                                                     | Liam Neeson                                                      | 1993    |
| Heinrich Schliemann                | Der geheimnisvolle Schatz von Troja (TV-Zweiteiler)                  | Heino Ferch                                                      | 2007    |
| Andreas Schlüter                   | Andreas Schlüter                                                     | Heinrich George                                                  | 1942    |
| Max Schmeling                      | Joe & Max                                                            | Til Schweiger                                                    | 2002    |
| Max Schmeling                      | Max Schmeling                                                        | Henry Maske                                                      | 2010    |
| Jakob Schmid                       | Der Pedell                                                           | Heinz Schacht                                                    | 1971    |
| Joseph Schmidt                     | Ein Lied geht um die Welt (Die Joseph-Schmidt-Story)                 | Hans Reiser                                                      | 1958    |
| Romy Schneider                     | Romy (TV)                                                            | Jessica Schwarz                                                  | 2009    |
| Ernst Schneller                    | Ernst Schneller                                                      | Horst Schulze                                                    | 1977    |
| Hans Scholl                        | Die weiße Rose                                                       | Wulf Kessler                                                     | 1982    |
| Sophie Scholl                      | Die weiße Rose                                                       | Lena Stolze                                                      | 1982    |
| Sophie Scholl                      | Fünf letzte Tage                                                     | Lena Stolze                                                      | 1982    |
| Sophie Scholl                      | Sophie Scholl – Die letzten Tage                                     | Julia Jentsch                                                    | 2005    |
| Bubi Scholz                        | Die Bubi-Scholz-Story                                                | Benno Fürmann (jung) Götz George (alt)                           | 1988    |
| Felice Schragenheim                | Aimée & Jaguar                                                       | Maria Schrader                                                   | 1999    |
| Franz Schubert                     | Leise flehen meine Lieder                                            | Hans Jaray                                                       | 1933    |
| Franz Schubert                     | Franz Schubert – Ein Leben in zwei Sätzen                            | Heinrich Schweiger                                               | 1953    |
| Franz Schubert                     | Das Dreimäderlhaus                                                   | Karlheinz Böhm                                                   | 1958    |
| Franz Schubert                     | Mit meinen heißen Tränen (TV-Dreiteiler)                             | Udo Samel                                                        | 1986    |
| Nikolai Schukowski                 | Beherrscher der Luft                                                 | Juri Jurowski                                                    | 1950    |
| Clara Schumann                     | Träumerei                                                            | Hilde Krahl                                                      | 1943    |
| Clara Schumann                     | Clara Schumanns große Liebe                                          | Katharine Hepburn                                                | 1947    |
| Clara Schumann                     | Frühlingssinfonie                                                    | Nastassja Kinski                                                 | 1983    |
| Clara Schumann                     | Geliebte Clara                                                       | Martina Gedeck                                                   | 2008    |
| Robert Schumann                    | Träumerei                                                            | Mathias Wieman                                                   | 1943    |
| Robert Schumann                    | Frühlingssinfonie                                                    | Herbert Grönemeyer                                               | 1983    |
| Robert Schumann                    | Dr. Robert Schumann, Teufelsromantiker                               | Michael Maertens                                                 | 1999    |
| Gabriele Schwarz-Eckart            | Leni … muß fort                                                      | Johanna Thanheiser                                               | 1993    |
| Albert Schweitzer                  | Albert Schweitzer                                                    | Phillip Eckert (als Knabe), A. S. selbst                         | 1957    |
| Albert Schweitzer                  | Albert Schweitzer – Ein Leben für Afrika                             | Jeroen Krabbé                                                    | 2009    |
| Robert Falcon Scott                | Scotts letzte Fahrt                                                  | John Mills                                                       | 1948    |
| Sankt Sebastian                    | Sebastiane                                                           | Barney James                                                     | 1976    |
| Jean Seberg                        | Jean Seberg – Against all Enemies                                    | Kristen Stewart                                                  | 2019    |
| Edie Sedgwick                      | Ciao! Manhattan (halbdokumentarisch)                                 | E. S. selbst (als Susan Superstar)                               | 1972    |
| Edie Sedgwick                      | Factory Girl                                                         | Sienna Miller                                                    | 2006    |
| Walter Sedlmayr                    | Wambo (TV)                                                           | Jürgen Tarrach                                                   | 2001    |
| Alexander Selkirk                  | The Adventures of Alexander Selkirk (Kurzfilm)                       | Roberto Barff                                                    | 1955    |
| Peter Sellers                      | The Life and Death of Peter Sellers                                  | Geoffrey Rush                                                    | 2004    |
| Ignaz Semmelweis                   | That Mothers Might Live (Kurzfilm)                                   | Shepperd Strudwick                                               | 1938    |
| Ignaz Semmelweis                   | Semmelweis – Retter der Mütter                                       | Karl Paryla                                                      | 1950    |
| Frank Serpico                      | Serpico                                                              | Al Pacino                                                        | 1973    |
| Tupac Shakur                       | All Eyez on Me                                                       | Demetrius Shipp Jr.                                              | 2017    |
| Carroll Shelby                     | Le Mans 66 – Gegen jede Chance                                       | Matt Damon                                                       | 2019    |
| Matthew Shepard                    | Die Matthew Shepard Story                                            | Shane Meier                                                      | 2002    |
| Bugsy Siegel                       | Bugsy                                                                | Warren Beatty                                                    | 1991    |
| Karen Silkwood                     | Silkwood                                                             | Meryl Streep                                                     | 1983    |
| Wallis Simpson                     | The Woman I Love                                                     | Faye Dunaway                                                     | 1972    |
| Wallis Simpson                     | Edward & Mrs. Simpson (Miniserie)                                    | Cynthia Harris                                                   | 1978    |
| Wallis Simpson                     | König ihres Herzens (Fernsehfilm)                                    | Jane Seymour                                                     | 1988    |
| Wallis Simpson                     | Wallis & Edward                                                      | Joely Richardson                                                 | 2005    |
| Wallis Simpson                     | W.E.                                                                 | Andrea Riseborough                                               | 2011    |
| Skanderbeg                         | Skanderbeg - Ritter der Berge                                        | Akaki Alexejewitsch Chorawa                                      | 1953    |
| Emil und Max Skladanowsky          | Die Gebrüder Skladanowsky                                            | Udo Kier (Max), Otto Kuhnle (Emil)                               | 1995    |
| Josef Slavík                       | Die Geige und der Traum                                              | Jaromír Spal                                                     | 1947    |
| Bedřich Smetana                    | Aus meinem Leben                                                     | Karel Höger                                                      | 1955    |
| Harriet Smithson                   | Symphonie der Liebe                                                  | Lise Delamare                                                    | 1942    |
| Edward Snowden                     | Snowden                                                              | Joseph Gordon-Levitt                                             | 2016    |
| Sœur Sourire                       | Dominique – Die singende Nonne                                       | Debbie Reynolds                                                  | 1966    |
| Sœur Sourire                       | Sœur Sourire – Die singende Nonne                                    | Cécile de France                                                 | 2009    |
| Valerie Solanas                    | I Shot Andy Warhol                                                   | Lili Taylor                                                      | 1996    |
| Richard Sorge                      | Verrat an Deutschland                                                | Paul Muller                                                      | 1955    |
| Richard Sorge                      | Richard Sorge – Spion aus Leidenschaft (Spy Sorge)                   | Iain Glen                                                        | 2003    |
| Aristides de Sousa Mendes          | Aristides de Sousa Mendes, O Cônsul de Bordéus                       | Vítor Norte                                                      | 2011    |
| Bessie Smith                       | Bessie (TV)                                                          | Queen Latifah                                                    | 2015    |
| Axel Springer                      | Ich – Axel Cäsar Springer (TV-Fünfteiler)                            | Horst Drinda                                                     | 1968–70 |
| Nancy Spungen                      | Sid und Nancy                                                        | Chloe Webb                                                       | 1986    |
| Josef Stalin                       | Stalin (TV)                                                          | Robert Duvall                                                    | 1992    |
| Claus Schenk Graf von Stauffenberg | Operation Walküre – Das Stauffenberg-Attentat                        | Tom Cruise                                                       | 2008    |
| Alexandre Stavisky                 | Stavisky                                                             | Jean-Paul Belmondo                                               | 1974    |
| Milan Rastislav Štefánik           | Milan Rastislav Štefánik                                             | Zvonimir Rogoz                                                   | 1935    |
| Margarete Steiff                   | Margarete Steiff                                                     | Heike Makatsch                                                   | 2005    |
| Edith Stein                        | Die Jüdin – Edith Stein                                              | Maia Morgenstern                                                 | 1995    |
| Howard Stern                       | Private Parts                                                        | Howard Stern                                                     | 1997    |
| Antonio Stradivari                 | Stradivari                                                           | Stefano Mosini (Kind), Lorenzo Quinn (jung), Anthony Quinn (alt) | 1988    |
| Banović Strahinja                  | Der Falke (Banović Strahinja)                                        | Franco Nero                                                      | 1981    |
| Dorothy Stratten                   | Star 80                                                              | Mariel Hemingway                                                 | 1983    |
| Johann Strauss (Vater)             | Walzerkrieg                                                          | Adolf Wohlbrück                                                  | 1933    |
| Johann Strauss (Vater)             | Die Strauß-Dynastie (TV, 6 Teile)                                    | Anthony Higgins                                                  | 1991    |
| Johann Strauss (Sohn)              | Johann Strauß – Der König ohne Krone                                 | Oliver Tobias                                                    | 1986    |
| Johann Strauss (Sohn)              | Die Strauß-Dynastie (TV, 6 Teile)                                    | Stephen McGann                                                   | 1991    |
| Igor Strawinsky                    | Coco Chanel & Igor Stravinsky                                        | Mads Mikkelsen                                                   | 2009    |
| Gustav Stresemann                  | Stresemann                                                           | Ernst Schröder                                                   | 1957    |
| Robert Stroud                      | Der Gefangene von Alcatraz                                           | Burt Lancaster                                                   | 1962    |
| Maria I. Stuart (Schottland)       | Maria von Schottland                                                 | Katharine Hepburn                                                | 1936    |
| Maria I. Stuart (Schottland)       | Das Herz der Königin                                                 | Zarah Leander                                                    | 1940    |
| Arthur Sullivan                    | Topsy-Turvy – Auf den Kopf gestellt                                  | Allan Corduner                                                   | 1999    |
| Wassili Surikow                    | Wassili Surikow                                                      | Jewgeni Lasarew                                                  | 1959    |
| Johann August Sutter               | Der Kaiser von Kalifornien                                           | Luis Trenker                                                     | 1936    |
| Bertha von Suttner                 | Eine Liebe für den Frieden – Bertha von Suttner und Alfred Nobel     | Birgit Minichmayr                                                | 2014    |
| Alexander Suworow                  | Suworow                                                              | Nikolai Tscherkassow                                             | 1941    |
| Jakow Swerdlow                     | Der erste Präsident                                                  | Leonid Ljubaschewski                                             | 1940    |
| Władysław Szpilman                 | Der Pianist                                                          | Adrien Brody                                                     | 2002    |

## T
| Historische Persönlichkeit      | Filmtitel                                                           | Darsteller                             | Jahr |
| Rabindranath Tagore             | Rabindranath Tagore (halbdokumentarisch)                            | -                                      | 1961 |
| Tansen                          | Tansen                                                              | Kundan Lal Saigal                      | 1943 |
| Tiziano Terzani                 | Das Ende ist mein Anfang                                            | Bruno Ganz                             | 2010 |
| Nikola Tesla                    | Tesla                                                               | Ethan Hawke                            | 2020 |
| Margaret Thatcher               | Die Eiserne Lady                                                    | Meryl Streep                           | 2011 |
| Scott Thorson                   | Liberace – Zu viel des Guten ist wundervoll                         | Matt Damon                             | 2013 |
| Mamie Till-Mobley               | Till – Kampf um die Wahrheit                                        | Danielle Deadwyler                     | 2022 |
| Kliment Timirjasew              | Der Abgeordnete des Baltikums                                       | Nikolai Tscherkassow                   | 1937 |
| J. R. R. Tolkien                | Tolkien                                                             | Nicholas Hoult                         | 2019 |
| Lew Nikolajewitsch Tolstoi      | Lew Tolstoi                                                         | Sergei Gerassimow                      | 1984 |
| Lew Nikolajewitsch Tolstoi      | Ein russischer Sommer                                               | Christopher Plummer                    | 2009 |
| Tom of Finland                  | Tom of Finland                                                      | Pekka Strang                           | 2017 |
| Arturo Toscanini                | Il giovane Toscanini                                                | C. Thomas Howell                       | 1988 |
| Henri de Toulouse-Lautrec       | Moulin Rouge                                                        | José Ferrer                            | 1952 |
| Georg Ludwig von Trapp          | Die Trapp-Familie                                                   | Hans Holt                              | 1956 |
| Maria Augusta von Trapp         | Die Trapp-Familie                                                   | Ruth Leuwerik                          | 1956 |
| Bert Trautmann                  | Trautmann                                                           | David Kross                            | 2018 |
| P. L. Travers                   | Saving Mr. Banks                                                    | Emma Thompson                          | 2013 |
| Johann Wilhelm Trollmann        | Rukelie (Kurzfilm)                                                  | Stanislav Lisnic                       | 2006 |
| Dalton Trumbo                   | Trumbo                                                              | Bryan Cranston                         | 2015 |
| Pjotr Iljitsch Tschaikowski     | Tschaikowski                                                        | Innokenti M. Smoktunowski              | 1969 |
| Pjotr Iljitsch Tschaikowski     | Tschaikowsky – Genie und Wahnsinn                                   | Richard Chamberlain                    | 1970 |
| Andrei Romanowitsch Tschikatilo | Citizen X                                                           | Jeffrey DeMunn                         | 1995 |
| Waleri Tschkalow                | Valeri Tschkalow                                                    | Wladimir Wjatscheslawowitsch Belokurow | 1941 |
| Preston Tucker                  | Tucker                                                              | Jeff Bridges                           | 1988 |
| Mary Tudor (Frankreich)         | Eine Prinzessin verliebt sich                                       | Glynis Johns                           | 1953 |
| Tukaram                         | Sant Tukaram                                                        | Vishnupant Pagnis                      | 1936 |
| Alan Turing                     | Der codierte Mann                                                   | Derek Jacobi                           | 1996 |
| Alan Turing                     | The Imitation Game – Ein streng geheimes Leben (The Imitation Game) | Benedict Cumberbatch                   | 2014 |
| Nat Turner                      | The Birth of a Nation – Aufstand zur Freiheit                       | Nate Parker                            | 2016 |
| Tina Turner                     | Tina – What’s Love Got to Do with It?                               | Angela Bassett                         | 1993 |
| Mark Twain                      | Die Abenteuer Mark Twains                                           | Fredric March                          | 1944 |
| William Tyndale                 | William Tindale (Kurzfilm)                                          | Alan Wheatley                          | 1937 |
| William Tyndale                 | William Tyndale – Geächtet im Namen Gottes                          | Roger Rees                             | 1986 |

## U
| Historische Persönlichkeit | Filmtitel                              | Darsteller                              | Jahr |
| Schoqan Uälichanuly        | Jego wremja pridjot (Его время придёт) | Nurmuchtan Seitachmetowitsch Schanturin | 1958 |
| Beate Uhse                 | Beate Uhse – Das Recht auf Liebe       | Franka Potente                          | 2011 |
| Umar al-Muchtar            | Omar Mukhtar – Löwe der Wüste          | Anthony Quinn                           | 1979 |
| Fjodor Uschakow            | Segel im Sturm                         | Iwan Perewersew                         | 1953 |
| Fjodor Uschakow            | Schiffe stürmen Bastionen              | Iwan Perewersew                         | 1953 |

## V
| Historische Persönlichkeit        | Filmtitel                         | Darsteller                   | Jahr |
| Rudolph Valentino                 | Valentino                         | Rudolf Chametowitsch Nurejew | 1977 |
| Vercingetorix                     | Vercingetorix – Kampf gegen Rom   | Christopher Lambert          | 2001 |
| Jan Vermeer                       | Das Mädchen mit dem Perlenohrring | Colin Firth                  | 2003 |
| Mary Vetsera                      | Mayerling                         | Danielle Darrieux            | 1936 |
| Mary Vetsera                      | Mayerling                         | Catherine Deneuve            | 1968 |
| Victoria (Vereinigtes Königreich) | Mädchenjahre einer Königin        | Romy Schneider               | 1954 |
| Victoria (Vereinigtes Königreich) | Ihre Majestät Mrs. Brown          | Judi Dench                   | 1997 |
| Victoria (Vereinigtes Königreich) | Victoria & Albert (TV)            | Victoria Hamilton            | 2001 |
| Victoria (Vereinigtes Königreich) | Young Victoria                    | Emily Blunt                  | 2009 |
| Pancho Villa                      | Schrei der Gehetzten              | Wallace Beery                | 1934 |
| Pancho Villa                      | Pancho Villa – Mexican Outlaw     | Antonio Banderas             | 2003 |
| François Villon                   | Der Bettelpoet                    | John Barrymore               | 1927 |
| Sid Vicious                       | Sid und Nancy                     | Gary Oldman                  | 1986 |
| Cornelis Vreeswijk                | Cornelis                          | Hank von Helvete             | 2010 |

## W
| Historische Persönlichkeit | Filmtitel                                                   | Darsteller                                      | Jahr |
| Richard Wagner             | Richard Wagner                                              | Giuseppe Becce                                  | 1913 |
| Richard Wagner             | Wagner – Das Leben und Werk Richard Wagners (TV-Mehrteiler) | Richard Burton                                  | 1983 |
| Richard Wagner             | Wahnfried                                                   | Otto Sander                                     | 1987 |
| Louis Wain                 | Die wundersame Welt des Louis Wain                          | Benedict Cumberbatch                            | 2021 |
| Bronisława Wajs            | Papusza – Die Poetin der Roma (Papusza)                     | Jowita Budnik                                   | 2013 |
| Anna Walentynowicz         | Strajk – Die Heldin von Danzig                              | Katharina Thalbach (als Agnieszka)              | 2007 |
| George Wallace             | Wallace                                                     | Gary Sinise                                     | 1997 |
| William Wallace            | Braveheart                                                  | Mel Gibson                                      | 1995 |
| Micky Ward                 | The Fighter                                                 | Mark Wahlberg                                   | 2010 |
| George Washington          | The Crossing – Die entscheidende Schlacht (TV)              | Jeff Daniels                                    | 2000 |
| Nikolai Wawilow            | Nikolai Wawilow (Николай Вавилов) (TV)                      | Kostas Smoriginas                               | 1990 |
| Weird Al Yankovic          | Weird: Die Al Yankovic Story                                | Daniel Radcliffe                                | 2022 |
| Otto Weidt                 | Ein blinder Held – Die Liebe des Otto Weidt                 | Edgar Selge                                     | 2013 |
| Orson Welles               | Citizen Kane – Die Hollywood-Legende                        | Liev Schreiber                                  | 1999 |
| James Whale                | Gods and Monsters                                           | Ian McKellen                                    | 1998 |
| Kurt Widmann               | Musik im Blut                                               | Viktor de Kowa                                  | 1955 |
| Simon Wiesenthal           | Recht, nicht Rache                                          | Ben Kingsley                                    | 1989 |
| Oscar Wilde                | Oscar Wilde                                                 | Robert Morley                                   | 1960 |
| Oscar Wilde                | Der Mann mit der grünen Nelke                               | Peter Finch                                     | 1960 |
| Oscar Wilde                | Oscar Wilde                                                 | Stephen Fry                                     | 1997 |
| William, Duke of Cambridge | Prinz William – Zwischen Party und Protokoll (TV)           | Jordan Frieda                                   | 2002 |
| Kenneth Williams           | Kenneth Williams: Fantabulosa! (TV)                         | Michael Sheen                                   | 2006 |
| Clemens Wilmenrod          | Es liegt mir auf der Zunge (TV)                             | Jan Josef Liefers                               | 2009 |
| Woodrow Wilson             | Wilson                                                      | Alexander Knox                                  | 1944 |
| Anna Wimschneider          | Herbstmilch                                                 | Dana Vávrová                                    | 1989 |
| Ludwig Wittgenstein        | Wittgenstein                                                | Clancy Chassay (jung), Karl Johnson (erwachsen) | 1993 |
| Ed Wood                    | Ed Wood                                                     | Johnny Depp                                     | 1994 |
| Aileen Wuornos             | Monster                                                     | Charlize Theron                                 | 2003 |
| Elizabeth Wurtzel          | Prozac Nation – Mein Leben mit der Psychopille              | Christina Ricci                                 | 2001 |
| Lilly Wust                 | Aimée & Jaguar                                              | Juliane Köhler                                  | 1999 |
| John Wyclif                | John Wycliffe                                               | Peter Howell                                    | 1984 |
| Wladimir Wyssozki          | Wyssozki – Danke, für mein Leben                            | Sergei Besrukow                                 | 2011 |

## X
| Historische Persönlichkeit | Filmtitel | Darsteller        | Jahr |
| Malcolm X                  | Malcolm X | Denzel Washington | 1992 |

## Y
| Historische Persönlichkeit | Filmtitel            | Darsteller          | Jahr |
| Yip Man                    | Ip Man               | Donnie Yen          | 2008 |
| Yip Man                    | Ip Man 2             | Donnie Yen          | 2010 |
| Yip Man                    | The Grandmaster      | Tony Leung Chiu Wai | 2013 |
| Yip Man                    | Ip Man 3             | Donnie Yen          | 2015 |
| Yip Man                    | Ip Man 4: The Finale | Donnie Yen          | 2019 |
| Alvin C. York              | Sergeant York        | Gary Cooper         | 1941 |
| Brigham Young              | Treck nach Utah      | Dean Jagger         | 1940 |

## Z
| Historische Persönlichkeit | Filmtitel                                             | Darsteller      | Jahr |
| Emiliano Zapata            | Viva Zapata!                                          | Marlon Brando   | 1952 |
| Emiliano Zapata            | Tötet Emilio Z.                                       | Antonio Aguilar | 1970 |
| Heinrich Zille             | Pinselheinrich (Fernsehfilm)                          | Kurt Böwe       | 1979 |
| Konstantin Ziolkowski      | Tschelowek s planety Semlja (Человек с планеты Земля) | Juri Kolzow     | 1959 |
| Émile Zola                 | Das Leben des Emile Zola                              | Paul Muni       | 1937 |
| Émile Zola                 | Meine Zeit mit Cézanne                                | Guillaume Canet | 2016 |